# Boeing 787 Dreamliner
Il Boeing 787 Dreamliner è un aereo bimotore turboventola a fusoliera larga (wide-body) utilizzato come aereo di linea per voli a medio e lungo raggio, sviluppato dall'azienda statunitense Boeing.
La designazione iniziale del velivolo era 7E7, prima della sua ridenominazione, avvenuta nel gennaio 2004. Il primo Boeing 787 Dreamliner è stato presentato durante una cerimonia di roll out l'8 luglio 2007 (la data indicata come 7/8/7 secondo la convenzione statunitense) presso lo stabilimento della Boeing di Everett. Lo sviluppo e la produzione del Boeing 787 Dreamliner ha comportato una collaborazione su larga scala con numerosi fornitori in tutto il mondo. L'assemblaggio finale avviene presso lo stabilimento di Everett, nello Stato di Washington e presso lo stabilimento di North Charleston, nella Carolina del Sud. Originariamente programmato per entrare in servizio nel maggio 2008, il progetto è andato incontro a molteplici ritardi. Il volo inaugurale ha avuto luogo il 15 dicembre 2009 e i test di volo sono stati completati a metà del 2011.
Il certificato di omologazione da parte della statunitense Federal Aviation Administration (FAA) e dell'Agenzia europea per la sicurezza aerea (EASA) è stato ricevuto nel mese di agosto 2011 e il primo Boeing 787-8 Dreamliner è stato consegnato nel settembre 2011. È entrato in servizio commerciale il 26 ottobre 2011 con la compagnia aerea di lancio All Nippon Airways. La variante allungata di 6,31 m, il Boeing 787-9 Dreamliner, ha volato per la prima volta nel mese di settembre 2013.
Il velivolo ha sofferto di diversi problemi durante il servizio, in particolare alcuni incendi a bordo relativi alle batterie agli ioni di litio. Questi sistemi sono stati esaminati sia dalla FAA, sia dall'agenzia dell'aviazione giapponese. La FAA ha emesso una direttiva che ha costretto a terra tutti i Boeing 787 Dreamliner negli Stati Uniti e le altre autorità dell'aviazione civile hanno seguito l'esempio. Dopo che la Boeing ha effettuato test completi sulle batterie e ne ha rivisto la progettazione, la FAA ha tolto i divieti nel mese di aprile 2013 e il Boeing 787 Dreamliner è tornato al servizio passeggeri nello stesso mese.

## Storia del progetto

### Sviluppo
Nel corso della fine del 1990, in seguito al calo delle vendite registrate dai modelli 767 e 747, Boeing iniziò a studiare un nuovo tipo di velivolo sostitutivo. L'azienda propose due nuovi possibili aeromobili, il 747X, che avrebbe esteso e migliorato l'efficienza del 747-400 e il Sonic Cruiser capace di raggiungere velocità maggiori del 15% (circa Mach 0,98) con gli stessi consumi dell'esistente 767. L'interesse del mercato per il 747X si dimostrò tiepido, ma per il Sonic Cruiser le prospettive sembrarono opposte. Diverse grandi compagnie aeree statunitensi, tra cui la Continental Airlines, mostrarono un certo entusiasmo per il concetto del Sonic Cruiser, anche se alimentavano alcune preoccupazioni per i costi di gestione.
Gli attentati dell'11 settembre 2001 e l'aumento del prezzo del petrolio paralizzarono il mercato mondiale dell'aeronautica rendendo le compagnie aeree più interessate all'efficienza che alla velocità. Le compagnie statunitensi, le più colpite dai fatti, erano considerate le più papabili come acquirenti del Sonic Cruiser e quindi Boeing ufficialmente annullò, il 20 dicembre 2002, tale programma. Il 29 gennaio 2003, l'azienda annunciò un modello alternativo con la tecnologia del Sonic Cruiser in una configurazione più convenzionale, il 7E7. La scelta di investire su un bi-motore jet di medie dimensioni più piccolo rispetto ad un aereo come il 747, rappresentò un passaggio dalla teoria hub and spoke verso quella point to point, in risposta alle analisi di mercato.

Il logo Dreamliner

Il progetto sostitutivo del Sonic Cruiser prese il nome di "7E7" (con un nome in codice per lo sviluppo di "Y2"). La tecnologia del Sonic Cruiser e del 7E7 doveva essere utilizzato come parte del progetto di Boeing atto a sostituire la sua intera linea di produzione, uno sforzo chiamato "progetto di Yellowstone" (di cui il 7E7 divenne il primo passo). Le immagini del modello concettuale iniziale del 7E7 mostravano finestrini della cabina di pilotaggio slanciati, una parte anteriore spiovente e una distintiva coda a "pinna di squalo". Vennero attribuiti diversi significati alla "E" del nome, come ad esempio "Efficiency" ("efficienza") "Environment" ("a basso impatto ambientale"); tuttavia, alla fine, Boeing dichiarò che semplicemente stava per "Eight" ("otto"). Nel luglio 2003, fu bandito un concorso pubblico per il nome da dare al 7E7, in seguito a 500.000 voti espressi on-line il nome vincente fu Dreamliner. Altri nomi presi in considerazione includevano eLiner, global Cruiser e Stratoclimber.

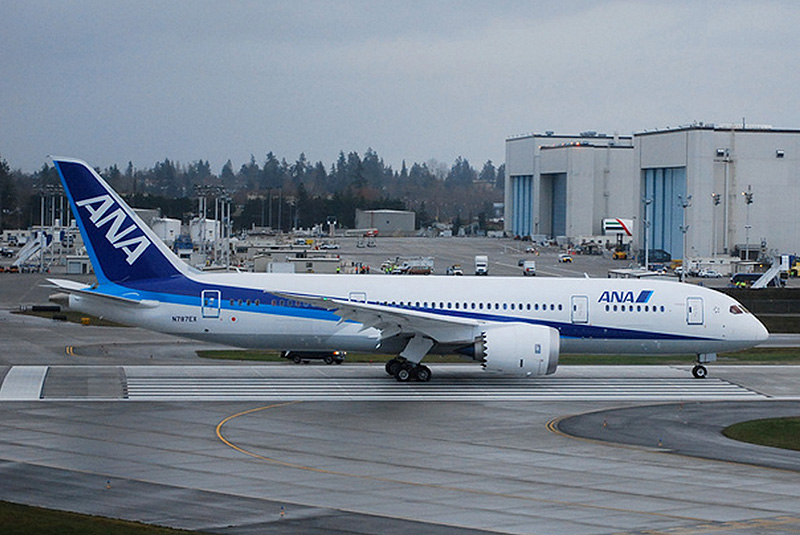
All Nippon Airways ha lanciato il programma 787 Dreamliner con un ordine per 50 velivoli nel 2004.

Il 26 aprile 2004 la compagnia aerea giapponese All Nippon Airways divenne il cliente di lancio per il Dreamliner, annunciando un ordine per 50 aeromobili con consegne che dovevano iniziare alla fine del 2008. L'aereo avrebbe permesso alla All Nippon Airways di aprire nuove rotte per città in precedenza non servite, come Denver, Mosca e New Delhi. Il 787-3 e il 787-8 dovevano essere i modelli iniziali e il 787-9 sarebbe entrato in servizio nel 2010.
Il 787 è stato progettato per essere il primo aereo di serie con la fusoliera assemblata grazie a sezioni a botte di materiale composito invece dei molteplici pannelli di alluminio e dei circa 50.000 elementi di fissaggio utilizzati sui tradizionali aeromobili già esistenti. La Boeing ha selezionato due nuovi tipi di motori per il Boeing 787 Dreamliner, il Rolls-Royce Trent 1000 e il General Electric GEnx. L'azienda statunitense ha dichiarato che il velivolo avrebbe risparmiato circa il 20% di carburante rispetto al Boeing 767, con circa il 40% del guadagno di efficienza dei motori, oltre a guadagni dovuti a miglioramenti aerodinamici, un maggior uso di materiali compositi più leggeri e sistemi avanzati. Il 787-8 e 9 erano destinati ad essere certificati per 330 minuti di capacità ETOPS.
Durante la fase di progettazione, il Boeing 787 Dreamliner ha passato numerosi test nella galleria del vento del Boeing Transonic Wind Tunnel, della QinetiQ a Farnborough, Regno Unito e in quella dell'Ames Research Center della NASA, nonché presso l'agenzia di aerodinamica di ricerca francese, ONERA. Il profilo finale del velivolo è risultato più conservatore rispetto alle precedenti proposte, con molti componenti che hanno mantenuto una forma convenzionale. Alla fine del 2004, gli ordini dei clienti e gli impegni di acquisto per il Boeing 787 Dreamliner avevano raggiunto i 237 esemplari. Boeing ha inizialmente presentato la variante 787-8 a 120 milioni di dollari statunitensi, una cifra bassa che ha sorpreso l'industria aeronautica. Nel 2007 il prezzo di listino è salito a 146-151,5 milioni di dollari per il 787-3, 157-167 milioni per il 787-8 189-200 milioni per il 787-9. La cellula del Boeing 787 Dreamliner ha subito numerosi test strutturali durante la sua progettazione.

### Produzione e fornitori
Dopo una forte discussione, la Boeing ha annunciato il 16 dicembre 2003 che il Boeing 787 Dreamliner sarebbe stato assemblato nel suo stabilimento di Everett, Washington. Invece di costruire il velivolo completo dall'inizio in maniera tradizionale, l'assemblaggio finale avrebbe dovuto impiegare dalle 800 alle 1.200 persone che avrebbero unito i sottoassiemi completati e integrato i sistemi. La Boeing ha proposto ai suoi stessi subappaltatori di compiere assemblaggi e fornire direttamente alla casa madre sottogruppi completi per l'assemblaggio finale. Questo approccio è stato pensato per tradursi in un inventario più snello e una più semplice catena di montaggio, riducendo i tempi di assemblaggio finale a tre giorni.

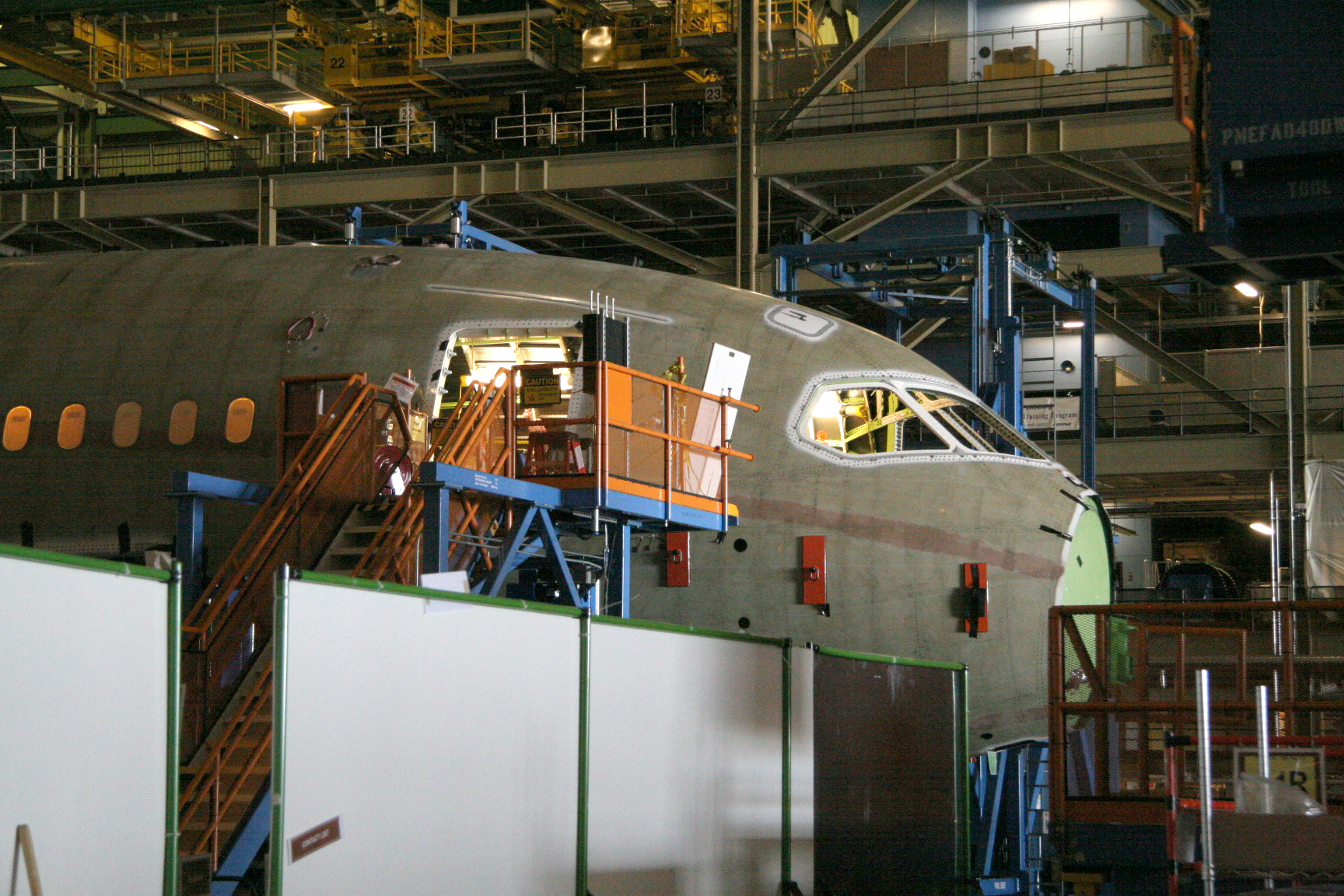
Montaggio di una "Sezione 41", la sezione anteriore del Boeing 787

I subappalti hanno incluso la produzione dell'ala (alla Mitsubishi Heavy Industries, in Giappone), degli stabilizzatori orizzontali (Alenia Aeronautica, in Italia e Korea Aerospace Industries, in Corea del Sud), le sezioni della fusoliera (Global Aeronautica, Italia; Boeing, nel North Charleston; Kawasaki Heavy Industries, in Giappone, Spirit AeroSystems a Wichita e Korean Air in Corea del Sud), le porte passeggeri (Groupe Latécoère, in Francia), le porte di carico, le porte di accesso e la porta di fuga dell'equipaggio (Saab AB, in Svezia), lo sviluppo del software (HCL Enterprise, in India), il cablaggio (Labinal, Francia), le winglet, le carenature estensibili, le paratie del carrello e i longheroni (Korean air, Corea del Sud); le travature del pavimento (Tata Group, India;) il carrello di atterraggio (Messier-Bugatti-Dowty nel Regno Unito e Francia), i sistemi di distribuzione e di gestione dell'alimentazione, i sistemi dell'aria condizionata (Hamilton Sundstrand, Connecticut, Stati Uniti).
Il 14% delle parti che compongono il Boeing 787 Dreamliner è prodotto in Italia dall'Alenia Aeronautica di Foggia, Grottaglie (in provincia di Taranto, a pochi metri dall'aeroporto di Taranto-Grottaglie) e Pomigliano d'Arco. A Grottaglie si producono le sezioni della fusoliera, a Foggia gli stabilizzatori orizzontali dei piani di coda, a Pomigliano le shear tie e frame, mentre le gondole dei motori sono realizzate presso lo stabilimento Aermacchi di Venegono Superiore. Buona parte del cablaggio interno è inoltre fornito da una succursale della Magneti Marelli.
Per accelerare la realizzazione dei principali componenti del velivolo, la Boeing ha modificato quattro 747-400 usati in 747 Dreamlifter per il trasporto delle ali, della fusoliera e di altre parti più piccole del Boeing 787 Dreamliner. La partecipazione industriale giapponese è stata molto importante per il progetto, tanto da co-progettare e costruire il 35% del velivolo. Questa è stata la prima volta che ditte esterne sono state protagoniste in ruoli chiave nella progettazione delle ali di un aereo di linea Boeing. Il governo giapponese ha fornito anche il supporto circa 2 miliardi di dollari di prestiti stimati. Il 26 aprile 2006 il produttore giapponese Toray Industries e Boeing hanno firmato un accordo di produzione che comprendeva una fornitura di fibra di carbonio per 6 miliardi di dollari. Nel maggio 2007 l'assemblaggio finale del primo Boeing 787 Dreamliner è iniziato nello stabilimento di Everett.
Nel momento in cui il montaggio della prima cellula era iniziato, Boeing ha lavorato per tagliare l'eccesso di peso; alla fine del 2006, i primi sei 787 risultavano essere in sovrappeso, con il primo aereo di 2.300 kg di peso superiore alle specifiche; dal settimo in poi il progetto sarebbe stato ottimizzato al fine di soddisfare tutti gli obiettivi previsti. Di conseguenza, alcune parti sono state riprogettate per includere un maggior utilizzo di titanio; tuttavia, nel luglio 2015, Reuters riferiva che la Boeing stava considerando di ridurre l'uso di questo metallo per contenere i costi di costruzione.

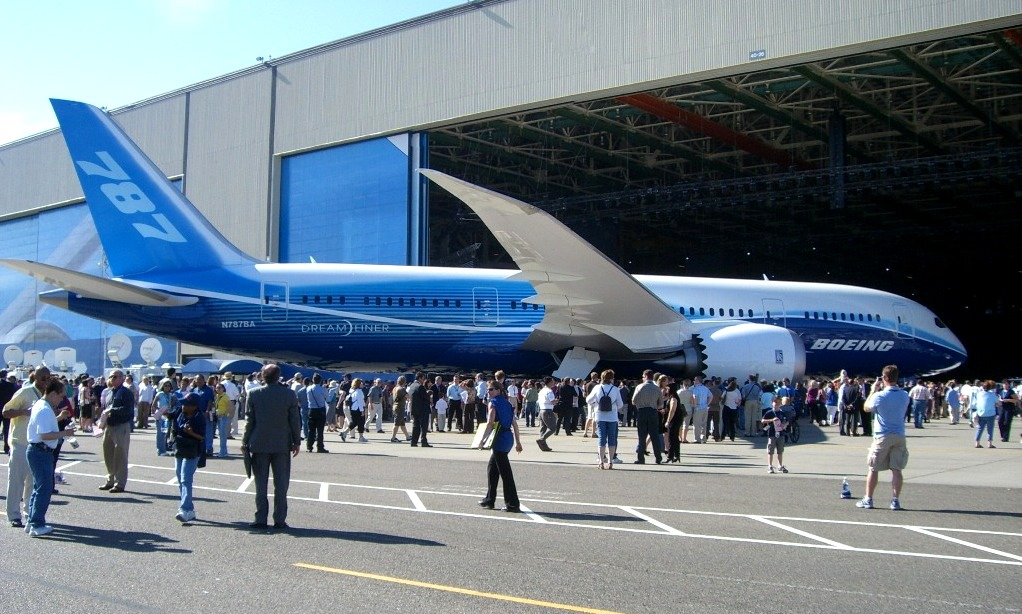
La prima apparizione pubblica del 787 il 8 luglio 2007

Boeing prevedeva che il primo volo si sarebbe svolto entro la fine dell'agosto 2007 e presentò per la prima volta il nuovo aereo in una cerimonia che si tenne l'8 luglio. In questo momento, il 787 vantava già 677 ordini, il più alto numero rispetto a qualsiasi altro precedente aereo wide body. Tuttavia, alla cerimonia di presentazione, il primo velivolo non era ancora pronto a volare: i principali sistemi non erano ancora stati installati e molte parti vennero assemblate per mezzo di chiusure temporanee, richiedendone la sostituzione con dispositivi di fissaggio idonei per il primo volo.
Nel settembre 2007, la Boeing ha annunciato un ritardo di tre mesi, motivando tale fatto con una carenza di elementi di fissaggio, nonché un software ancora incompleto. Il 10 ottobre 2007, un secondo ritardo di tre mesi per il primo volo e un ritardo di sei mesi alla prima consegna, è stato annunciato per via di problemi di approvvigionamento, per una mancanza di documentazione da parte dei fornitori esteri e ritardi nello sviluppo del software di condotta del volo. Meno di una settimana dopo, Mike Bair, il direttore del programma 787, è stato sostituito. Il 15 gennaio dell'anno successivo, Boeing ha annunciato un terzo ritardo di tre mesi per il primo volo del 787, citando progressi insufficienti sullo sviluppo.
Un ulteriore ritardo, il quarto, è stato annunciato il 9 aprile, posticipando il primo volo per il quarto trimestre del 2008 e un ritardo nelle consegne iniziali di circa 15 mesi, ovvero per il terzo trimestre del 2009. La variante 787-9 è stata rinviata al 2012. Il 4 novembre 2008 Boeing dovette ammettere un quinto ritardo giustificato dall'installazione non corretta delle chiusure e dallo sciopero delle maestranze. Compagnie aeree, come la United Airlines e l'Air India, dichiararono l'intenzione di chiedere a Boeing un risarcimento per i continui ritardi.
Nel dicembre 2021 due aziende fornitrici italiane avrebbero consegnato materiali più scadenti alla ex Finmeccanica (Leonardo) che è parte lesa nel procedimento. La guardia di finanza di Brindisi ha sequestrato nello stabilimento di Grottaglie (Taranto) di Leonardo numerosi componenti in metallo destinati alla produzione delle sezioni numero 44 e 46 delle fusoliere del Boeing 787. I componenti sono stati prodotti dalle società Processi Speciali e Manifacturing Process Specification entrambe operanti a Grottaglie su commissione di Leonardo che è parte lesa nel procedimento. Il sequestro è stato disposto perché - secondo le indagini - i componenti sono stati prodotti usando metalli (titanio e alluminio) difformi per qualità e provenienza da quelli prescritti dal committente e, comunque, in violazione delle relative specifiche tecniche.

### Test a terra
Mentre Boeing lavorava con i fornitori verso la produzione, la progettazione procedeva attraverso una serie di obiettivi di prova. Il 23 agosto 2007, si è svolto un crash test che ha coinvolto una sezione parziale di fusoliera; i risultati abbinati alle previsioni, hanno consentito la modellazione di vari scenari di incidente utilizzando l'analisi computazionale, al posto di ulteriori test fisici. Nonostante i critici avessero espresso il timore che una fusoliera in materiale composito avrebbe potuto frantumarsi e bruciare con fumi tossici nel caso di incidente, i dati di prova hanno invece indicato una tossicità non maggiore rispetto alle fusoliere di metallo convenzionale. Il test è stato il terzo di una serie di prove condotte per soddisfare i requisiti della Federal Aviation Administration, compresi i criteri di certificazione supplementari dovuti all'utilizzo su vasta scala di materiali compositi. In conclusione, il Boeing 787 Dreamliner soddisfa il requisito della FAA tale per cui i passeggeri abbiano almeno la stessa possibilità di sopravvivere ad un atterraggio di fortuna così come per i tradizionali aerei di linea.

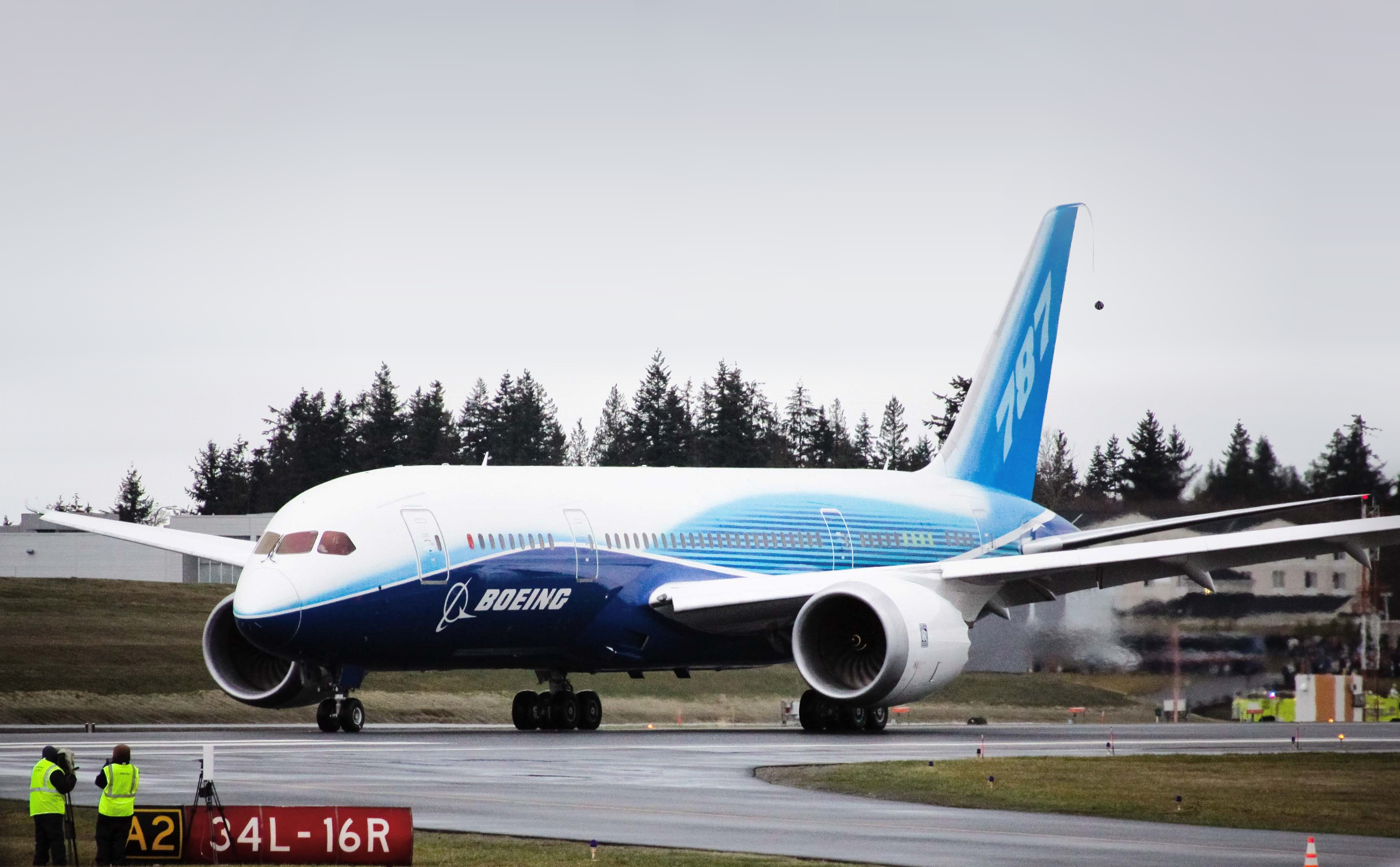
Il prototipo del Boeing 787 ha iniziato le prove di rullaggio a Paine Field tra novembre e dicembre 2009.

Il 7 agosto 2007, è stata ricevuta la certificazione del motore Rolls-Royce Trent 1000 da parte degli enti europei e statunitensi. Il motore General Electric GEnx ha ottenuto la stessa certificazione il 31 marzo dell'anno successivo. Il 20 giugno, 2008, sono stati testati i sistemi di alimentazione e di distribuzione elettrica. È stata realizzata una fusoliera per prove statiche ed è stata testata con successo dopo essere stata sottoposta al 150% della pressione massima prevista per l'esercizio commerciale. Nel dicembre 2008, il programma di manutenzione del Boeing 787 Dreamliner è stato approvato dalla FAA.
Il 3 maggio 2009, il primo esemplare di test del Boeing 787 Dreamliner è stato spostato alla linea di volo per montare il carrello d'atterraggio, verificati i sistemi di integrazione ed effettuato un test generale. Il 4 maggio 2009, un comunicato stampa ha indicato una riduzione del 10%-15% dell'autonomia: 12.800 km al posto degli originariamente 14.800-15.700 km previsti, questo per i primi modelli che risultavano in sovrappeso di circa l'8%. Un intenso lavoro di riprogettazione è stato previsto per correggere questo problema e Boeing ha dichiarato che i primi 787-8 avrebbero avuto una autonomia di quasi 15.000 km. Di conseguenza, alcune compagnie hanno ritardato gli ordini del Boeing 787 Dreamliner al fine di prendere gli aerei successivi che potevano essere più vicini alle stime iniziali riguardo alle prestazioni. Boeing aveva previsto che i problemi di peso sarebbero stati risolti a partire dal 21° modello prodotto.
Il 15 giugno 2009, durante il salone di Parigi-Le Bourget, Boeing annunciò che il 787 avrebbe effettuato il suo primo volo entro due settimane. Tuttavia, il 23 giugno 2009 il primo volo venne rinviato a causa di problemi strutturali. Boeing presentò una versione aggiornata del programma del 787 il 27 agosto 2009, con il primo volo previsto entro la fine del 2009 e le consegne che sarebbero iniziate alla fine del 2010. Inoltre, Boeing, ha considerato i primi tre Dreamliner costruiti non vendibili ma utilizzabili solo per i test di volo. Il 28 ottobre 2009, Boeing ha scelto Charleston, nella Carolina del Sud come sito per una seconda linea di produzione del Boeing 787 Dreamliner, dopo aver ricevuto offerte da più stati. Il 12 dicembre 2009, il primo Boeing 787 Dreamliner ha completato la prove di rullaggio in velocità, l'ultimo importante passo prima del primo volo.

### Test di volo
Il 15 dicembre 2009 si tenne il primo volo di un Boeing 787 Dreamliner, quando il primo 787-8 decollò dallo Snohomish County Airport di Everett, Washington, alle 10:27 PST per atterrare al Boeing Field presso la Contea di King alle 1:35 pm PST. Originariamente prevista una durata di quattro ore, il volo di prova è stato ridotto a tre ore a causa del maltempo. Il programma di test della Boeing prevedeva prove di volo per 9 mesi (poi ridotte a 8 mesi e mezzo).

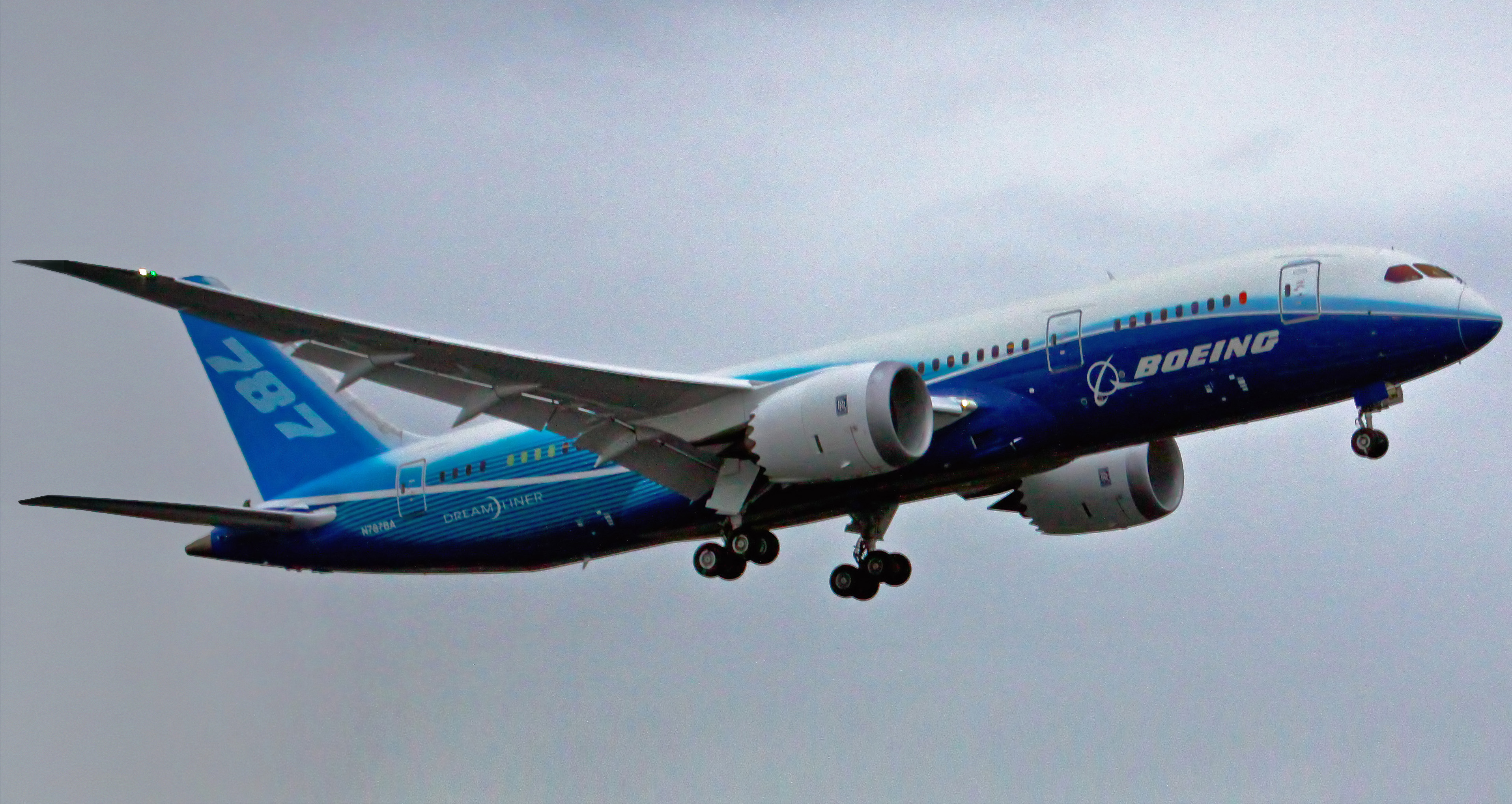
Il primo 787 costruito decolla per il suo primo volo.

Il programma di test di volo prevedeva l'utilizzo di 6 aerei, di marche dalla ZA001 alla ZA006, quattro equipaggiati con motori Rolls-Royce Trent 1000 e due con GE GEnx-1B64. Il secondo 787, lo ZA002 in livrea della All Nippon Airways è decollato dal Boeing Field il 22 dicembre 2009; il terzo 787, lo ZA004, esordì in volo il 24 febbraio 2010, seguito da ZA003 il 14 marzo 2010. Due settimane più tardi il Boeing 787 Dreamliner ha completato la prova finale del carico dell'ala, che richiede che le ali di un aereo completamente assemblato siano sottoposte al 150% del carico limite di progettazione per 3 secondi. Le ali risultarono flesse di circa 7,6 m verso l'alto durante la prova. A differenza di quello che venne fatto durante i test dei precedenti aeromobili tradizionali, le ali non sono state testate fino alla rottura. Il 7 aprile, i dati raccolti hanno dimostrato il successo del test.
Il 23 aprile 2010 Boeing condusse il 787, marche ZA003, al McKinley Climatic Laboratory presso la Eglin Air Force Base, in Florida, per il collaudo alle temperature estreme (tra 46 °C e -43 °C). ZA005, il quinto Boeing 787 Dreamliner e il primo con motori GEnx, iniziò i test a terra nel maggio 2010 e fece il suo primo volo il 16 giugno 2010. Nel giugno del 2010, sono state scoperte alcune lacune negli stabilizzatori orizzontali, a causa di spessori installati in modo improprio; pertanto tutti i velivoli prodotti sono stati ispezionati e riparati. Nello stesso mese, un Boeing 787 Dreamliner venne per la prima volta colpito da un fulmine in volo; le seguenti ispezioni non trovarono nessun danno all'aeromobile. I materiali compositi hanno una conducibilità elettrica inferiore a quella dell'alluminio: per tale motivo al Boeing 787 Dreamliner è stato aggiunto materiale conduttivo per ridurre i potenziali rischi e per soddisfare i requisiti FAA.

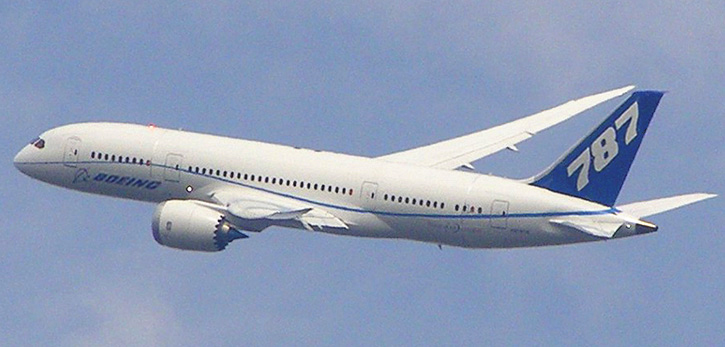
ZA003, il primo 787 a visitare l'Europa, durante il Farnborough Airshow del 2010.

Il 2 agosto 2010, un motore Rolls-Royce Trent 1000 andò incontro ad una rottura durante una prova a terra in un impianto della stessa Rolls-Royce. Tale evento portò Boeing a rivalutare la sua tabella temporale per l'installazione di tali motori e il 27 agosto 2010 venne confermata che la prima consegna al cliente di lancio, All Nippon Airways, sarebbe stata ritardata fino all'inizio del 2011. Nello stesso mese, la Boeing dovette affrontare le richieste di risarcimento dalle compagnie aeree per via dei ritardi nelle consegne. Il 9 settembre 2010 venne comunicato che altri due Boeing 787 Dreamliner avrebbero fatto parte della flotta di prova, portando a otto i velivoli destinati a questo scopo. Il 4 ottobre, il sesto Boeing 787 Dreamliner (ZA006), si unì al programma di test effettuando il suo primo volo.
Il 5 novembre 2010, è stato dichiarato che alcune delle prime consegne del Boeing 787 Dreamliner sarebbero state ritardate per permettere la risoluzione di alcuni problemi riscontrati durante le prove di volo. Il 9 novembre 2010, il Boeing 787 Dreamliner con marche ZA002, fu costretto ad effettuare un atterraggio di emergenza dopo che l'equipaggio aveva rilevato un incendio del vano elettrico con conseguente perdita dei primary flight display e dell'automanetta. Un portavoce della Boeing ha comunicato che l'aereo è atterrato in sicurezza e che l'equipaggio è stato evacuato senza problemi. In seguito a questo incidente, Boeing sospese immediatamente i test, mentre le prove a terra continuarono.
In seguito all'inchiesta sull'incidente, l'incendio in volo è stato attribuito principalmente a detriti da corpo estraneo che erano presenti nel vano elettrico. Il 23 dicembre, dopo un aggiornamento dei software e dei sistemi elettrici, il Boeing 787 Dreamliner riprese i voli di prova e la prima consegna venne riprogrammata per il terzo trimestre del 2011. Il 24 febbraio 2011, il Boeing 787 Dreamliner aveva completato l'80% dei test con i motori Rolls-Royce Trent 1000 e il 60% con il motore GEnx-1B della General Electric. Il 4 luglio 2011, All Nippon Airways iniziò una settimana di test per le operazioni aeree utilizzando un Boeing 787 Dreamliner in Giappone.
Al 15 agosto 2011, il velivolo aveva volato per 4.828 ore in 1.707 voli, visitando 14 paesi in Asia, Europa, Nord America e Sud America per testarlo in climi e condizioni estreme, oltre che per eseguire test di rotta. Boeing ha completato i test di certificazione del 787-8 motorizzati Rolls-Royce il 13 agosto 2011, l'Agenzia europea per la sicurezza aerea e la Federal Aviation Administration hanno certificato il Boeing 787 Dreamliner il 26 agosto 2011, con una cerimonia a Everett, Washington.

## Tecnica

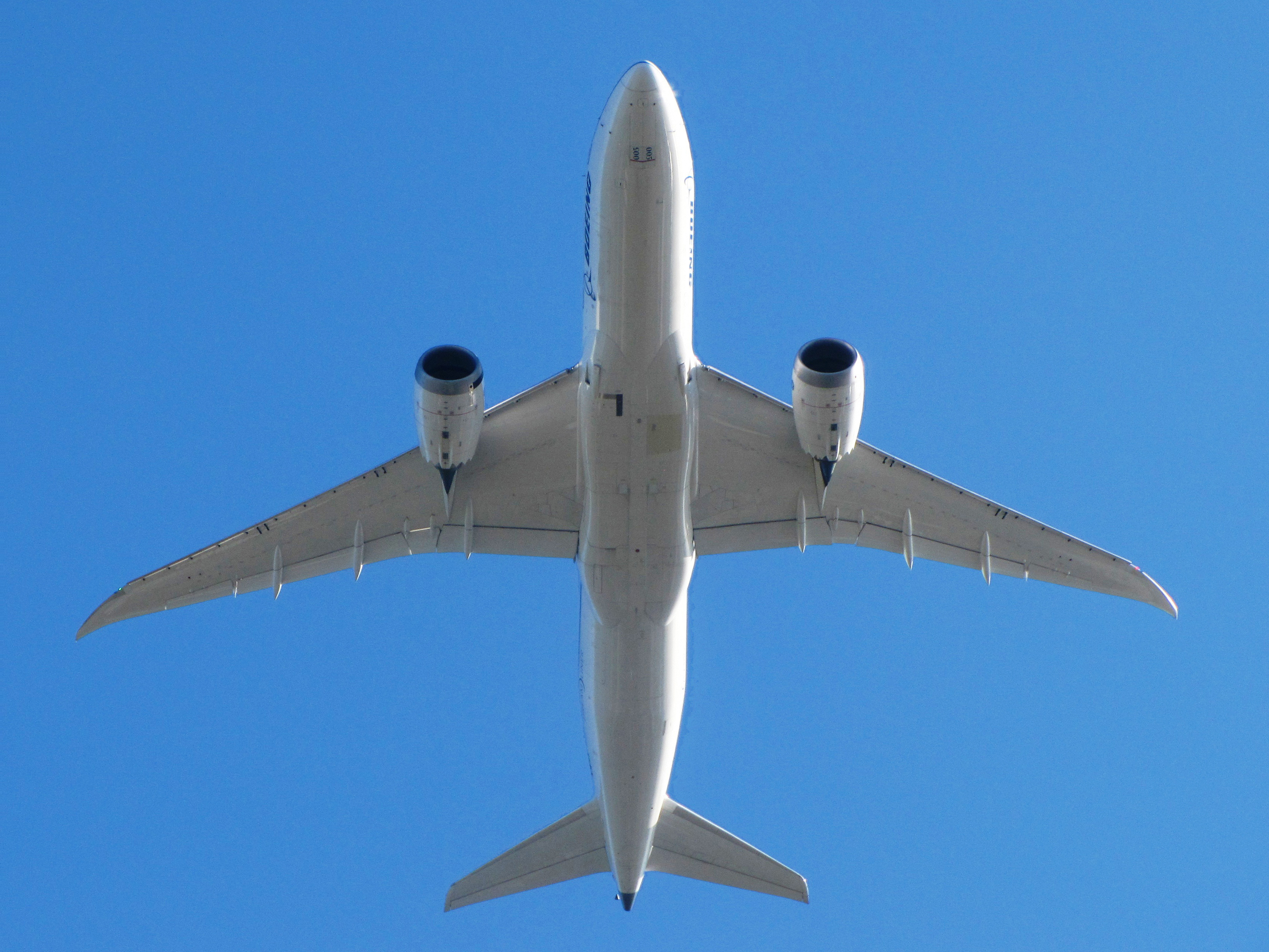
Un Boeing 787-8 decolla dal Boeing Field.

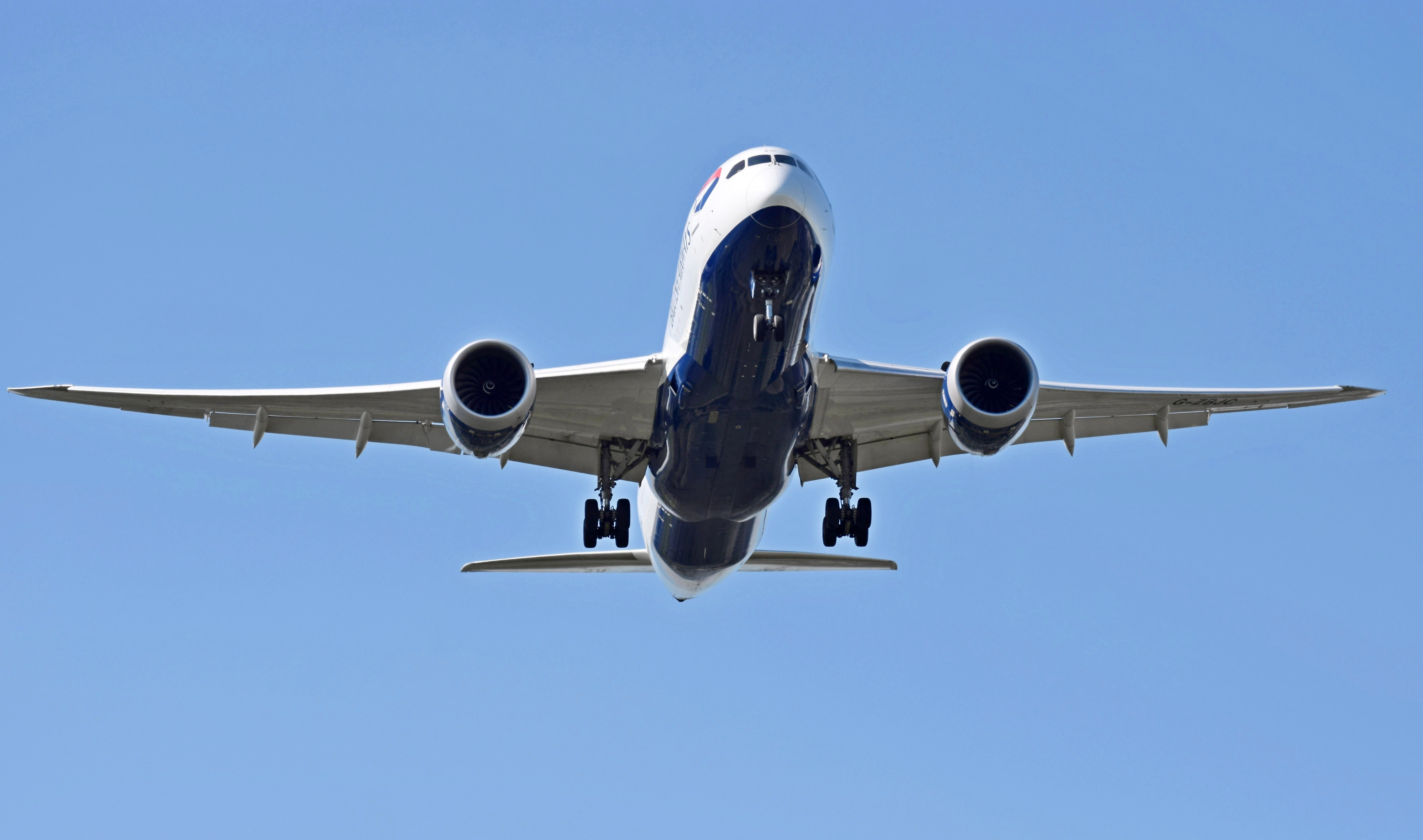
Vista frontale di un Boeing 787-8 della British Airways in arrivo a Londra Heathrow (2015).

Il progetto del 787 è caratterizzato da una struttura leggera: il volume dell'aereo è per l'80% realizzato in composito, mentre il peso complessivo dell'aereo è formato al 50% da composito, al 20% da alluminio, al 15% da titanio, al 10% da acciaio e, per il restante, 5% da altri materiali. L'alluminio è utilizzato per i bordi d'attacco delle ali e della coda; il titanio si trova principalmente sui motori e nei dispositivi di fissaggio; l'acciaio è utilizzato in vari settori.
Un'ulteriore caratteristica è data dal processo produttivo: la fusoliera è in soli cinque pezzi (one piece barrel) poi uniti tra loro.
Invece il tipico processo produttivo di un aereo di alluminio è costituito da strutture intermedie (ordinate), poi coperte e rivettate con pannelli di alluminio, di solito di dimensioni molto ridotte. Il fatto di produrre le fusoliere con un numero limitato di pezzi conferisce loro maggiore rigidità e maggiore resistenza. Inoltre la resina utilizzata per indurire la fibra di carbonio non è un buon conduttore. Per evitare che la fibra di carbonio prenda fuoco, qualora l'aereo sia colpito da un fulmine, nello strato più esterno della fusoliera è impiantato uno strato di fibre di rame, così da realizzare una gabbia di Faraday.
Le caratteristiche esterne includono una prua dal contorno liscio, alette di estremità e gondole motore con bordi seghettati per la riduzione del rumore (chevron). Un'altra caratteristica dell'aereo è l'ala che, oltre a essere in fibra di carbonio, ha un elevato allungamento, per ridurre la resistenza indotta. Questo si traduce in atterraggi e decolli più brevi, e permette al Boeing 787 Dreamliner di atterrare anche su piste molto corte. La variante più lunga del 787 può volare da 14.800 a 15.700 chilometri, sufficienti a coprire rotte come quelle tra Los Angeles e Bangkok o tra New York e Hong Kong. La sua velocità di crociera è di 0,85 Mach, equivalenti a 903 km/h, ad altitudini tipiche.

### Sistemi di volo
Tra i sistemi di volo del Boeing 787 Dreamliner, l'architettura elettrica rappresenta la maggior differenza con gli aerei di linea tradizionali. Il progetto del velivolo ha previsto la sostituzione dell'aria di spillamento e della potenza idraulica grazie a pompe e compressori ad alimentazione elettrica, eliminando completamente sistemi pneumatici e idraulici da alcuni sottosistemi come quelli per l'avviamento o per i freni. La Boeing ha asserito che questo sistema permetta di prelevare dai motori il 35% in meno di energia per alimentarli, consentendo così una maggiore spinta e una maggiore efficienza, tradotta in un maggior risparmio di carburante. La potenza elettrica totale a bordo è di 1,45 megawatt, cinque volte quella disponibile sugli aerei di linea convenzionali con sistemi pneumatici. I più importanti sottosistemi alimentati elettricamente sono: l'avviamento del motore, la pressurizzazione, il trim dello stabilizzatore orizzontale e i freni delle ruote. La protezione dell'ala dal ghiaccio utilizza anch'essa un nuovo sistema costituito da pannelli riscaldati elettricamente al posto della tradizionale aria calda spillata. Un particolare sistema, simile a quello già utilizzato sul bombardiere Northrop Grumman B-2 Spirit, migliora la qualità di volo durante una turbolenza.

### Avionica

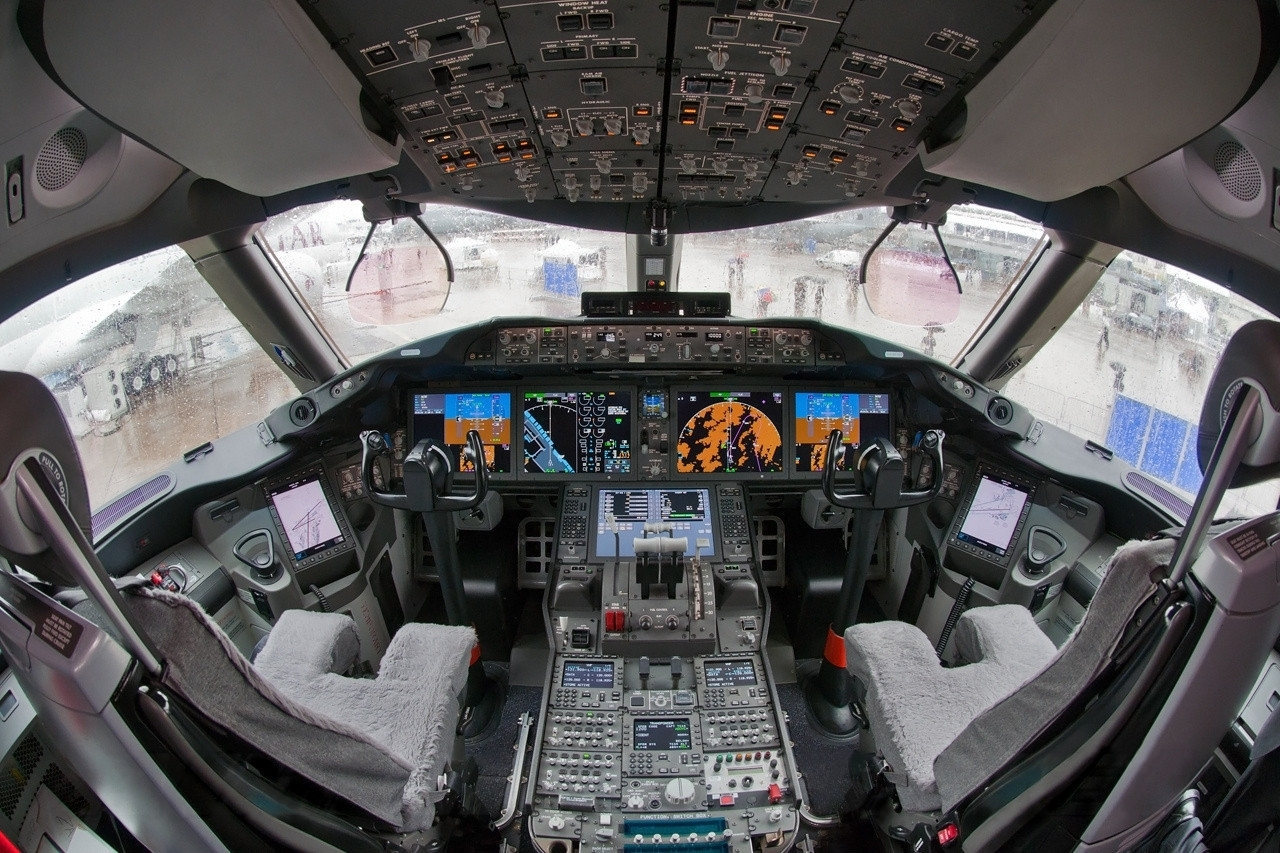
Il cockpit di un 787.

Il Boeing 787 Dreamliner dispone di un sistema di controllo "fly-by-wire", di architettura simile a quella utilizzata nel Boeing 777. Il glass cockpit del velivolo è dotato di display LCD multi-funzione, che utilizza una interfaccia grafica standard con utilizzo di toolkit. La cabina di pilotaggio del Boeing 787 Dreamliner comprende anche due Head-up display (HUD) come caratteristica standard. Il Boeing 787 Dreamliner condivide il type rating con il 777, permettendo ai piloti qualificati di operare con entrambi i modelli. Come gli altri aerei di linea della Boeing, il Boeing 787 Dreamliner usa un volantino, invece di un side-stick. Vi è in esame una futura integrazione del Forward looking infrared nell'HUD per il rilevamento termico, consentendo ai piloti di "vedere" attraverso le nuvole. La navicella spaziale Orion della Lockheed Martin utilizzerà un glass cockpit derivato dai sistemi installati sul Boeing 787 Dreamliner.
La Honeywell e la Rockwell Collins hanno fornito i sistemi di controllo di volo ed altri sistemi avionici, tra cui i sistemi di guida HUD, la Thales ha fornito i display di volo integrati e i sistemi per la gestione dell'alimentazione, mentre Meggitt/Securaplane ha prodotto l'unità di potenza ausiliaria (APU) per il sistema di avviamento, il sistema di conversione di energia elettrica e controllo delle batterie prodotte a loro volta dalla GS Yuasa e realizzate con ossido di litio e cobalto (LiCoO2). Una delle due batterie pesa 28,5 kg e fornisce 76 Ah a 29,6 V con 2,2 kWh di energia elettrica. La carica delle batterie è controllata da quattro sistemi indipendenti per evitare il sovraccarico. Tali batterie sono state al centro di indagini a causa di molteplici incendi, che hanno portato alla messa a terra dell'intera flotta di Boeing 787 Dreamliner nel gennaio 2013.
Una versione di Ethernet (Avionics Full-Duplex Switched Ethernet (AFDX)/ARINC 664) trasmette i dati tra la cabina di pilotaggio e i sistemi dell'aereo. Il controllo, la navigazione e i sistemi di comunicazione sono collegati in rete con i sistemi di intrattenimento in volo della cabina passeggeri. Nel gennaio 2008 sono stati segnalati dalla FAA dei possibili problemi riguardo all'eventuale accesso dei passeggeri alle reti informatiche del Boeing 787 Dreamliner; Boeing ha dichiarato che diverse soluzioni hardware e software di protezione sono state impiegate, tra cui separazioni fisiche tra le reti e firewall.

### Materiali compositi

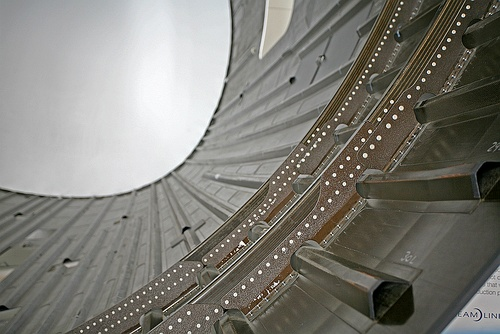
Sezione della fusoliera in composito del Boeing 787.

Il Boeing 787 Dreamliner è il primo importante aereo commerciale ad avere una fusoliera, le ali e la maggior parte di altri componenti in materiale composito. Ogni Boeing 787 Dreamliner contiene circa 35 tonnellate di polimeri in fibra di carbonio rinforzati (CFRP), con un utilizzo di 23 tonnellate di fibra di carbonio. I compositi in fibra di carbonio vantano un più alto rapporto resistenza-peso rispetto ai materiali utilizzati nei velivoli convenzionali e contribuiscono a rendere il Boeing 787 Dreamliner un velivolo leggero. I compositi sono utilizzati sulla fusoliera, sulle ali, sulla coda, nelle porte e negli interni. La Boeing aveva costruito e testato la prima sezione di un aeromobile commerciale in materiali compositi studiando il progetto del Boeing Sonic Cruiser nei primi anni 2000 e aveva progettato il Bell Boeing V-22 Osprey, mezzo per il trasporto militare, che utilizza il 50% di compositi.
La fibra di carbonio, a differenza del metallo, non mostra visibilmente cricche da fatica, facendo sorgere preoccupazioni circa i rischi per la sicurezza di un uso diffuso di tale materiale; il concorrente Airbus A350 XWB utilizza pannelli compositi montati su un telaio, un approccio più convenzionale che i suoi fornitori hanno giudicato meno rischioso.
Inoltre, un potenziale problema è la natura porosa dei materiali compositi: l'umidità raccolta per via dell'espansione dovuta all'altitudine può causare delaminazione. A questi dubbi Boeing ha risposto che i compositi sono stati utilizzati sulle ali e su altre parti di aeromobili passeggeri per molti anni e senza incidenti e che saranno istituite, per il Boeing 787 Dreamliner, nuove procedure atte a rilevare eventuali difetti e danni non visibili ad occhio nudo.
Nel 2006 la Boeing ha lanciato il programma 787 GoldCare un servizio opzionale per la gestione completa del ciclo di vita dell'aereo per cui i velivoli vengono verificati e riparati, a seconda delle necessità. Anche se questo è il primo programma di questo tipo offerto da Boeing, tali soluzioni di gestione post-vendita non sono nuovi e sono in genere offerti dai centri di servizi terzi. Boeing sta anche progettando e testando apparecchiature in grado di ispezionare i materiali compositi a vista, riducendo la necessità di ricorrere agli ultrasuoni e altri metodi di controllo non visivi, risparmiando così tempo e denaro.

### Motori

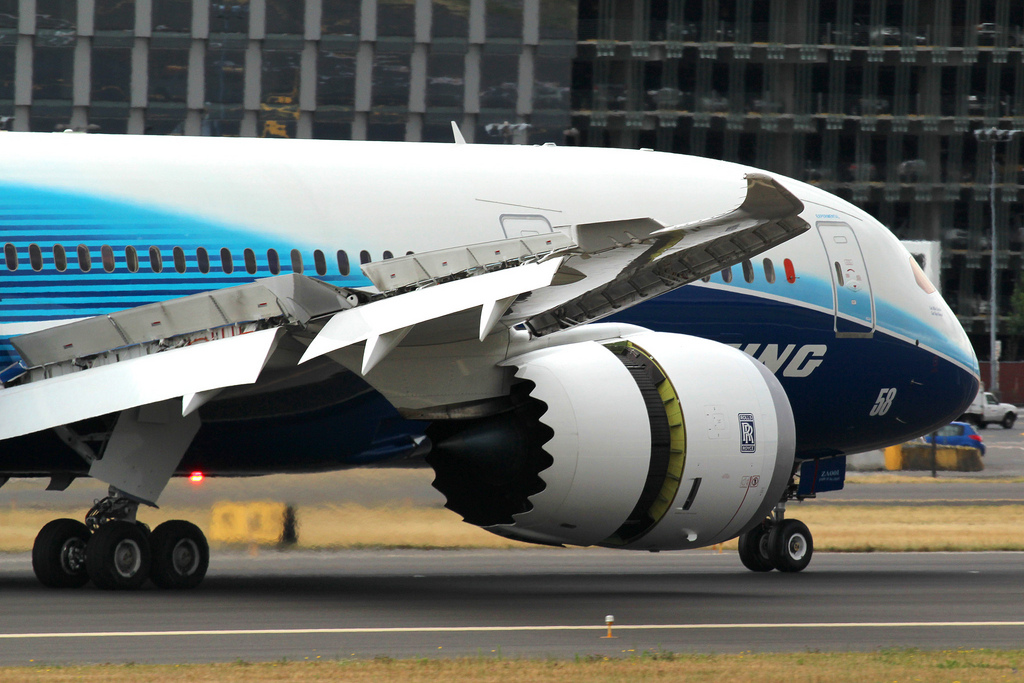
L'ugello di scarico dentato "a Chevron", sul primo 787 mostrato qui con gli inversori di spinta aperti.

Il Boeing 787 Dreamliner è spinto da due motori turboventola caratterizzati, a differenza di quelli che equipaggiano gli aeromobili più tradizionali, dall'assenza di condotti di spillazione dell'aria calda utilizzati per il de-icing e altre funzioni, a favore di un sistema prettamente elettrico. Boeing ha adottato nel Boeing 787 Dreamliner diverse tecnologie per la riduzione del rumore generato dai motori. Queste includono una presa d'aria contenente materiali fonoassorbenti e la copertura del condotto dello scarico a forma di "denti", chiamato chevron, che permette una miscelazione più silenziosa dei gas in uscita con l'aria esterna. Boeing si aspetta che queste tecniche possano rendere il Boeing 787 Dreamliner significativamente più silenzioso sia all'interno, sia all'esterno. Le misure di riduzione del rumore promettono di non superare gli 85 decibel al di fuori dei confini dell'aeroporto.
I due diversi modelli di motori compatibili con il Boeing 787 Dreamliner utilizzano un'interfaccia elettrica standard per consentire all'aereo di essere equipaggiato sia con i Rolls-Royce Trent 1000, sia con il General Electric GEnx. Questa intercambiabilità ha lo scopo di risparmiare tempo e costi quando si cambia tipo di motore, in quanto gli aerei di generazione precedente potevano sostituire i motori con quelli di un altro produttore solo affrontando alti costi e tempi non rapidi.
Nel 2016 la Rolls-Royce plc ha iniziato a testare in volo il suo nuovo motore Trent 1000 TEN, con un nuovo sistema di compressione basato sul compressore del motore Rolls-Royce Trent XWB e un nuovo design della turbina tale da garantire una spinta maggiore, fino a 350 kN. La Rolls Royce prevede di offrire il TEN sul 787-8, 9 e 10.

### Interni

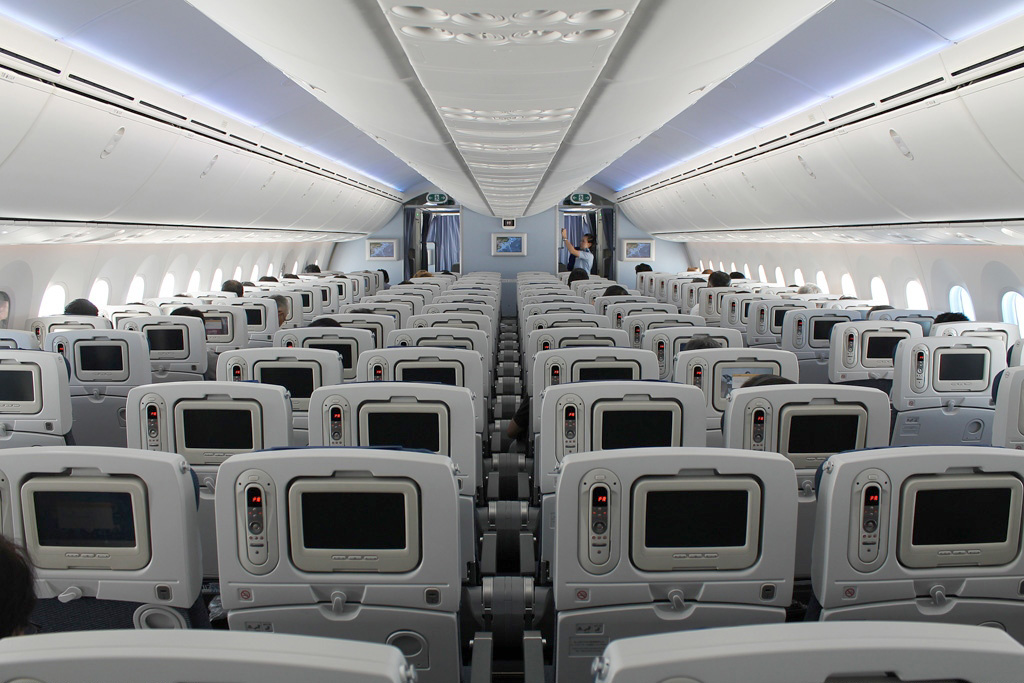
Il primo 787 Dreamliner della All Nippon Airways con classe economica in configurazione 2-4-2.

Il Boeing 787-8 Dreamliner è progettato per ospitare, nella configurazione standard a tre classi, 234 passeggeri, 240 nella configurazione a due classi e 296 passeggeri nel caso di disposizione in un'unica classe economica ad alta densità. Le file dei sedili possono essere organizzate da quattro a sette per la classe prima e la business (per esempio, 1-2-1, 2-2-2, 2-3-2), mentre per la classe economica vi possono essere opzioni da otto o nove file (ad esempio, 3-2-3, 2-4-2, 3-3-3). La tipica distanza tra due sedili frontalmente va dai 120 ai 150 cm per la prima classe, da 91 a 99 cm in business e da 81 a 86 cm in economica.
La larghezza interna della cabina è di circa 550 cm, 2 cm e mezzo in più di quanto originariamente previsto e di 38 cm maggiore rispetto all'Airbus A330 e A340, ma 13 cm in meno rispetto all'Airbus A350 e 41 cm in meno del Boeing 777. I posti di classe economica possono essere larghi fino a 44,4 cm nel caso di 9 file affiancate, mentre nella disposizione a otto file la larghezza può arrivare a 48 cm. La maggior parte delle compagnie aeree ha preferito la configurazione a nove file (3-3-3). Gli interni del 787 sono stati progettati per gestire al meglio i passeggeri con disabilità motoria, sensoriale e cognitiva. Ad esempio una toilette include una parete centrale mobile che consente a due toilette separate di diventare un unico grande servizio igienico, accessibile ai disabili.

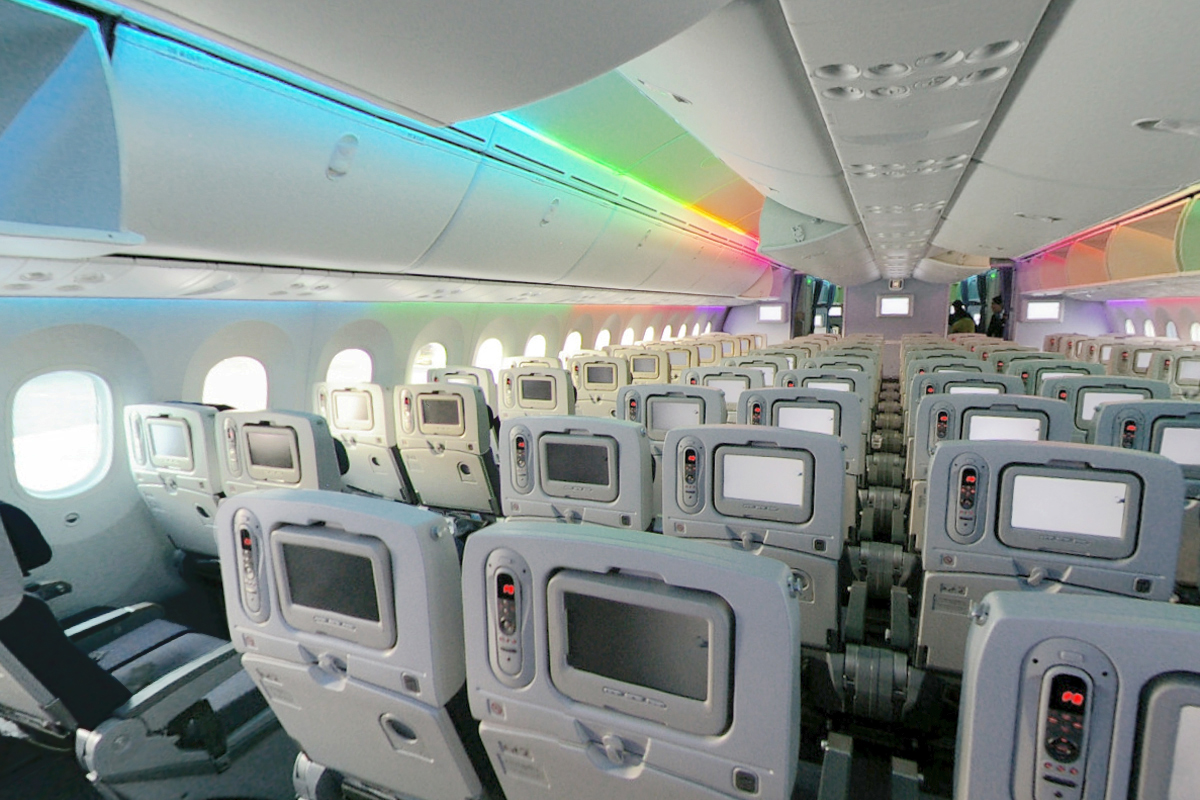
I finestrini del 787 sono di dimensioni maggiori rispetto a quelli standard, sono stati progettati per migliorare la visuale del passeggero.

I finestrini del Boeing 787 Dreamliner sono più grandi rispetto a quelli di qualsiasi altro aereo civile in servizio o in fase di sviluppo al 2016; le loro dimensioni sono di 27 x 47 cm, e sono situati ad un livello leggermente più alto, in modo che i passeggeri possano mantenere una vista dell'orizzonte. La fusoliera in composito permette finestrini più grandi senza che vi sia la necessità di rinforzi strutturali. I finestrini, invece delle classiche chiusure di plastica dispongono di un vetro intelligente elettrocromico (fornito da PPG Industries) che permette agli assistenti di volo e ai passeggeri di regolare cinque livelli di luce solare e di visibilità secondo il loro gradimento. La cabina del Boeing 787 Dreamliner dispone di illuminazione a LED come equipaggiamento standard, mentre precedentemente questa soluzione rappresentava un'opzione per alcuni velivoli. Il sistema è dotato di LED a tre colori, più un LED bianco.

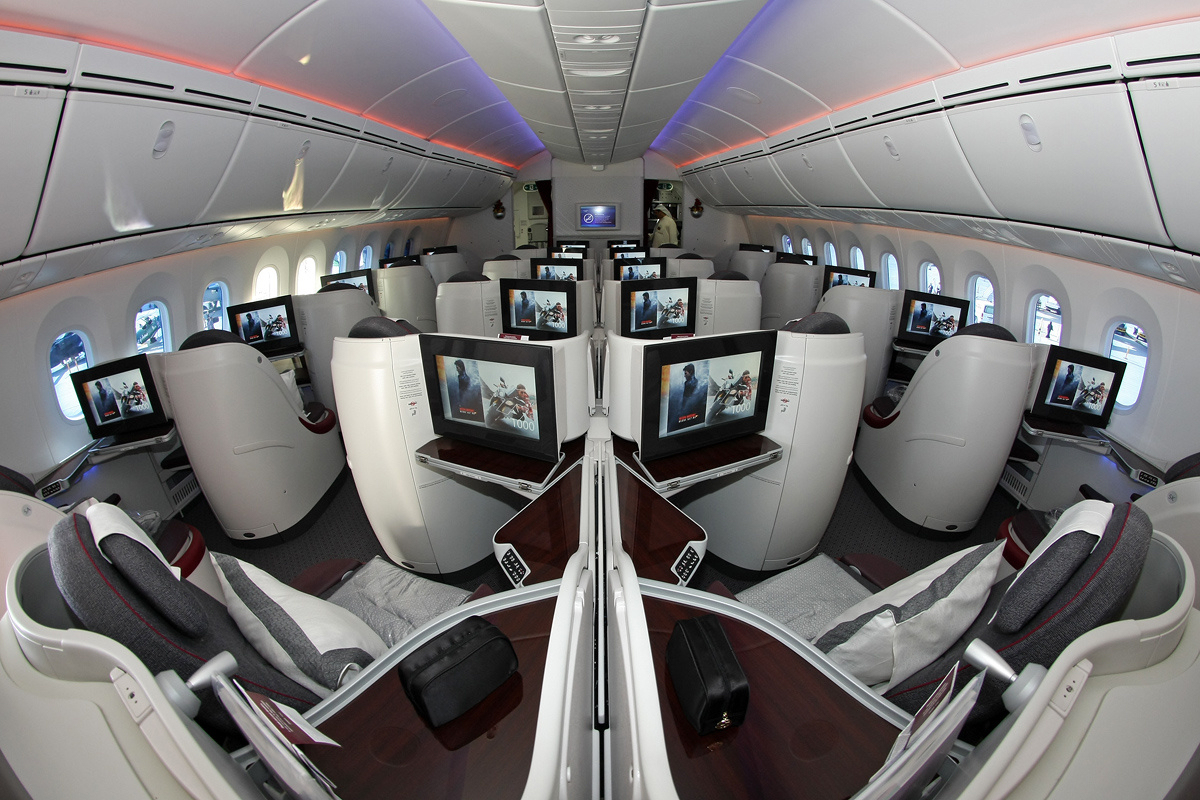
Business class del 787-8 della Qatar Airways in configurazione 1-2-1.

La pressione interna della cabina del Boeing 787 Dreamliner è equivalente a 1.800 m di altitudine al posto dei 2.400 m degli aerei più vecchi. Secondo la Boeing, in uno studio congiunto con la Oklahoma State University-Stillwater, questo migliora in modo significativo il comfort dei passeggeri. Questa pressurizzazione è ottenuta grazie all'impiego di un compressore elettrico, invece che dalla tradizionale aria spillata dai motori, eliminando così la necessità di raffreddarla prima che entri nella cabina. L'umidità della cabina è programmabile in base al numero dei passeggeri presenti e consente regolazioni fino al 15% di umidità invece del 4% che si riscontra negli aeromobili precedenti. La fusoliera composita evita problemi di fatica dei metalli correlati ad una maggiore pressione della cabina, ed elimina il rischio di corrosione dovuti a livelli di umidità più elevati. Il sistema di climatizzazione della cabina migliora la qualità dell'aria, eliminando l'ozono dell'aria esterna, utilizza un sistema di filtrazione gassosa per rimuovere gli odori, gli irritanti e i contaminanti gassosi così come le particelle, come virus, batteri e allergeni. Il sistema di pressurizzazione, che non utilizza aria proveniente dal motore, evita così che possano penetrare fumi di combustione e tossine, pericolosi per la salute dei passeggeri e dell'equipaggio.

## Impiego operativo

### Entrata in servizio

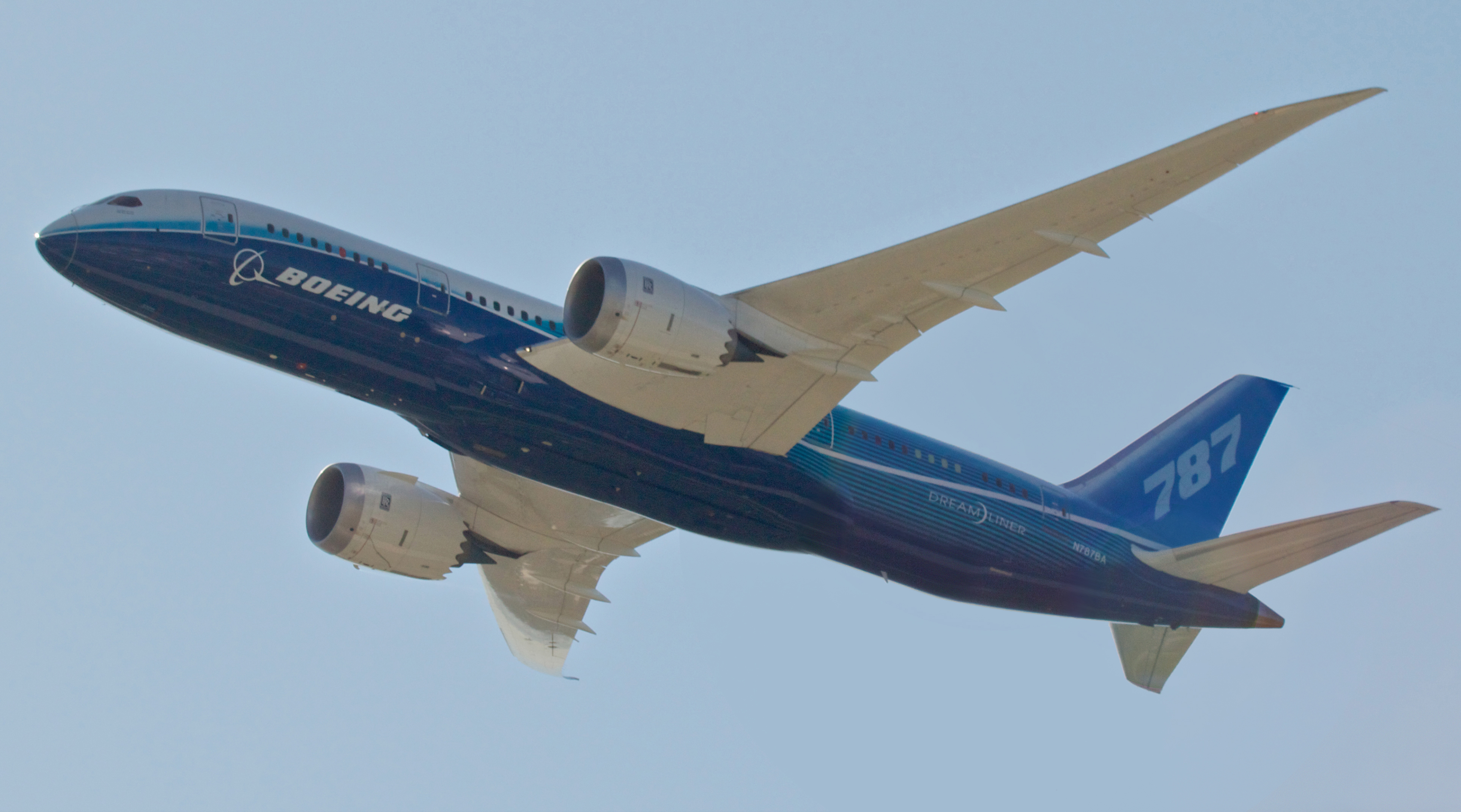
Il 787-8 ha ricevuto la certificazione FAA e EASA il 21 agosto 2011.

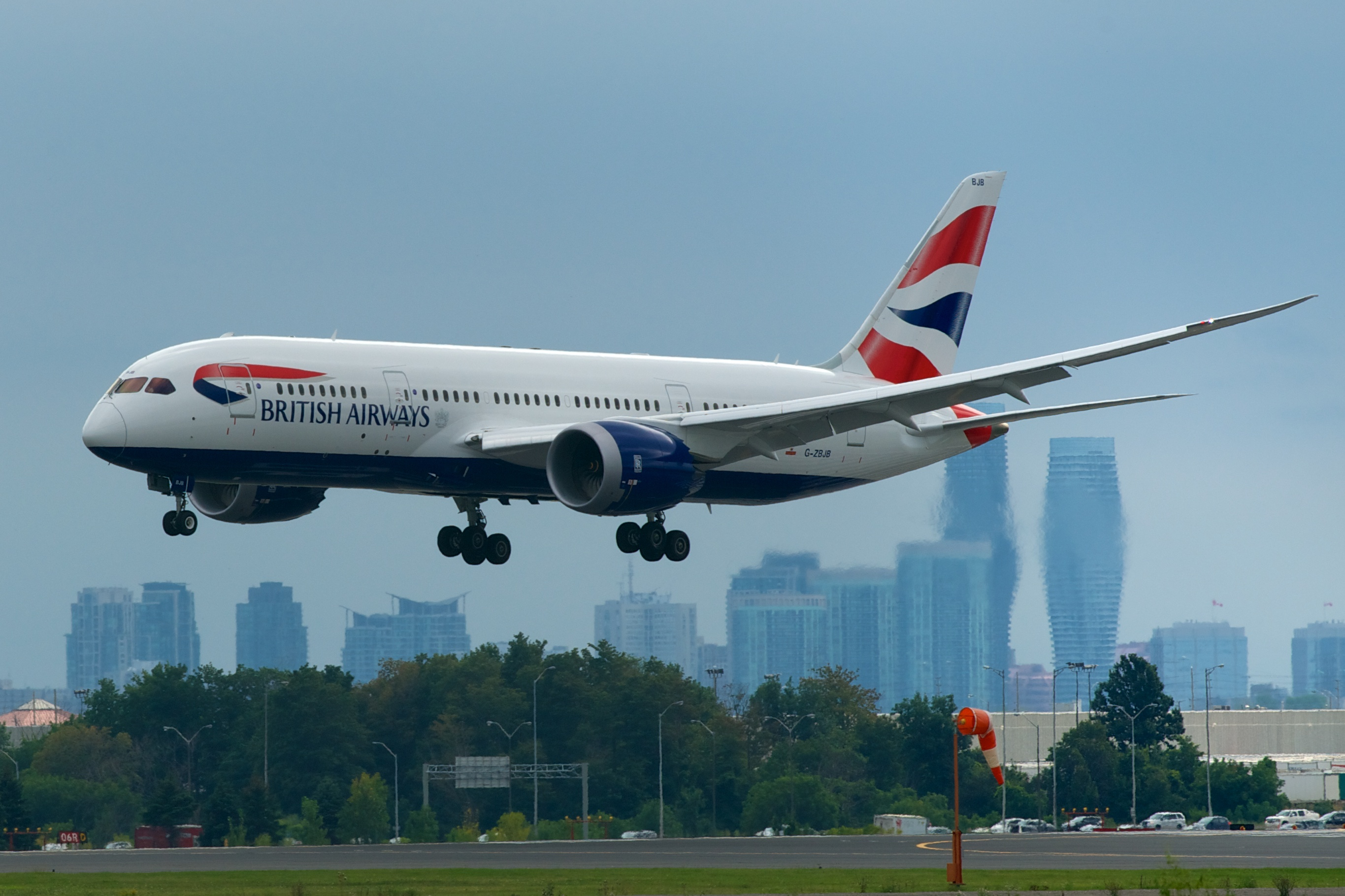
Un 787-8 di British Airways in atterraggio all'aeroporto Internazionale di Toronto-Pearson.

La certificazione del 787 ha aperto la strada per le consegne ai clienti. Contestualmente, Boeing ha iniziato i preparativi per aumentare la produzione del velivolo da due a dieci esemplari al mese, nel corso dei due anni successivi. La produzione si svolge presso le linee di assemblaggio di Everett e Charleston. I contributi del sito di Charleston sono stati rallentati da difficoltà di ordine burocratico; il 20 aprile 2011, il National Labor Relations Board ha dichiarato che la seconda linea di produzione di Boeing in Carolina del Sud violava due sezioni del National Labor Relations Act. Questa vertenza sindacale si è conclusa nel dicembre 2011 e il primo 787 assemblato presso lo stabilimento della Carolina del Sud è stato completato il 27 aprile 2012.
Il primo 787 è stato ufficialmente consegnato alla All Nippon Airways il 25 settembre 2011, presso lo stabilimento della Boeing, e il giorno successivo, per l'occasione si è svolta una cerimonia. Il 27 settembre, il Dreamliner ha volato verso l'aeroporto di Tokyo Haneda. La compagnia aerea nipponica ha preso in consegna il secondo B787-8 il 13 ottobre 2011 e il 26 ottobre il B787-8 ha compiuto il suo primo volo commerciale da Tokyo Narita a Hong Kong sempre con la All Nippon Airways. I biglietti per il primo volo sono stati venduti in un'asta on-line, l'offerta più alta è arrivata a 34.000 dollari. Il B787-8 ha compiuto il suo primo volo commerciale a lungo raggio il 21 gennaio 2012, da Haneda a Francoforte sempre con la compagnia All Nippon Airways.
Il 6 dicembre 2011, uno degli aeromobili di prova (marche ZA006, il sesto 787 ad essere prodotto), equipaggiato da motori General Electric GEnx, volò senza alcuna sosta per 19.830 km dal Boeing Field all'Aeroporto Internazionale di Dacca-Hazrat Shahjalal, in Bangladesh, stabilendo un nuovo record sulla distanza per aerei della classe di peso del B787, ovvero tra i 200.000 e i 250.000 kg, superando il precedente record di 16.903 km, realizzato nel 2002 da un Airbus A330. Il Dreamliner proseguì verso est tornando al Boeing Field, stabilendo anche un record mondiale di velocità in circuitazione di 42 ore, 27 minuti. Nell'aprile 2012, un B787 della All Nippon Airways ha effettuato un volo di consegna dal Boeing Field ad Haneda, utilizzando parzialmente biocarburante. Nel 2011 la Boeing ha effettuato un giro del mondo di promozione del B787, toccando diverse città in Cina, Africa, Medio Oriente, Europa e Stati Uniti.
Secondo i dati del cliente di lancio, la All Nippon Airways, il 787 ha superato la promessa di una riduzione del consumo di carburante del 20% rispetto ad un Boeing 767. Sulla rotta Tokyo-Francoforte, il risparmio di carburante è stato calcolato nel 21%. A seguito dell'intervista di 800 passeggeri che hanno volato su questa rotta, è stato rilevato che per il 90% di essi le aspettative erano state superate, come la qualità dell'aria e la pressione della cabina (per il 90% dei passeggeri), l'ambiente della cabina (per il 92% dei passeggeri), i livelli di umidità più elevati (per l'80% di passeggeri), l'altezza (per il 40% dei passeggeri) e i finestrini più ampi di quelli tradizionali (per il 90%). Altri operatori del 787 hanno riportato dati simili sul risparmio di carburante, che vanno da 20% al 22% rispetto al Boeing 767-300ER. Un'analisi eseguita da una società di consulenza, l'AirInsight, ha concluso che il 787 della United Airlines ha un costo operativo per passeggero che è inferiore del 6% rispetto all'Airbus A330.
Il 15 settembre 2012, lo statunitense National Transportation Safety Board ha richiesto la messa a terra di alcuni 787 a causa del riscontrarsi di alcuni guasti ai motori General Electric.

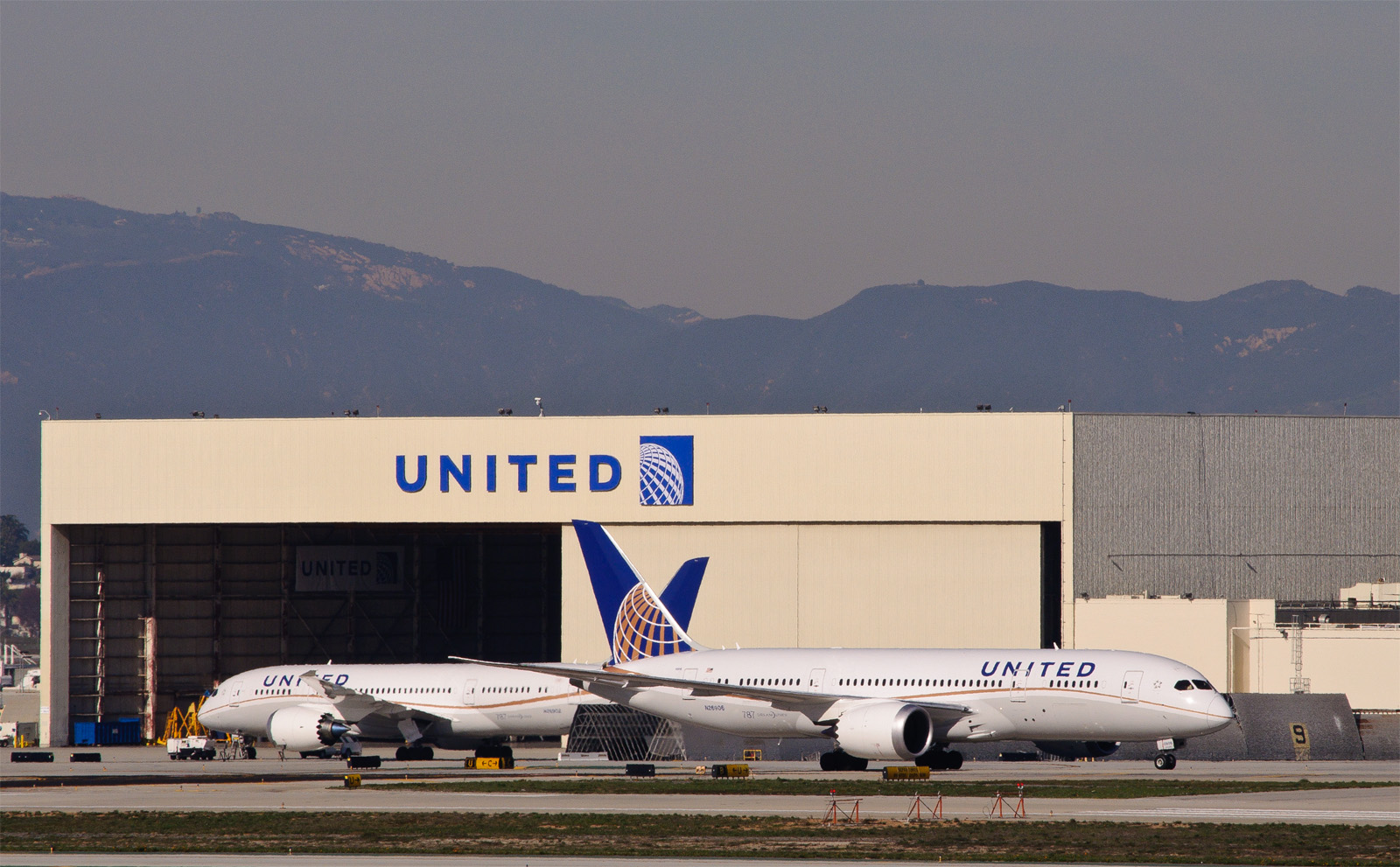
Il secondo e terzo 787-8 di United Airlines all'aeroporto internazionale di Los Angeles. La United Airlines è stato il cliente di lancio del Nord America per tutte e tre le varianti del 787.

Nel mese di marzo 2014, la Mitsubishi Heavy Industries ha informato Boeing del sorgere di un nuovo problema causato da un cambiamento nei processi produttivi. Ciò ha portato a dover ispezionare e riparare 42 modelli in attesa di consegna, lavori che hanno richiesto dall'una alle due settimane. Nonostante Boeing abbia dichiarato che non ci sarebbero state influenze sui tempi di consegna, alcuni aerei sono usciti dagli stabilimenti produttivi con qualche ritardo.
Le compagnie aeree hanno spesso destinato il 787 alle rotte precedentemente operate con aeromobili più grandi di cui non si aveva un sufficiente ritorno in termini di profitto. Ad esempio, Air Canada lo ha utilizzato nella rotta tra Toronto e Nuova Delhi, che inizialmente era coperta da un Lockheed L-1011 TriStar e successivamente da un Boeing 747 e poi da un Airbus A340, ma nessuno di questi aerei si era dimostrato abbastanza efficiente per generare un profitto. Con un 787-9 la compagnia ha dichiarato di riuscire finalmente a gestire la rotta proficuamente, ritenendo che ciò sia possibile grazie ad un numero di posti adeguato e una maggiore efficienza del carburante.

### Problemi tecnici e blocco dei voli
Il 7 gennaio 2013, all'aeroporto di Boston, un Boeing 787 Dreamliner della Japan Airlines, per cause sconosciute, ha avuto una perdita di carburante, circostanza che impedì il decollo.
Il 15 gennaio 2013 un Boeing 787 Dreamliner della compagnia All Nippon Airways è stato costretto a un atterraggio di emergenza a Takamatsu, nel Giappone occidentale. L'evento non ha causato conseguenze alle 137 persone a bordo fra passeggeri e componenti dell'equipaggio.
In seguito all'atterraggio d'emergenza di Takamatsu e al precedente problema di Boston, la All Nippon Airways e la connazionale Japan Airlines sospendono i voli effettuati con il Boeing 787 Dreamliner a causa di problemi sulla sicurezza.
Il Giappone apre un'indagine ufficiale a seguito dei numerosi problemi che nelle ultime settimane hanno riguardato vari esemplari del Boeing 787 Dreamliner.
Il 17 gennaio 2013 tutti i Boeing 787 Dreamliner vengono bloccati a terra fino a completa risoluzione dei problemi che hanno portato all'incidente del 15 gennaio.
Anche le autorità statunitensi aprono un'indagine tramite la National Transportation Safety Board che decreta che l'incidente del 15 gennaio 2013 è stato causato dall'incendio di una delle batterie, imputabile ad un componente esterno alla batteria stessa.
L'8 febbraio 2013 la Federal Aviation Administration fa realizzare ad un Boeing 787 Dreamliner un primo test in volo, il primo dopo il blocco a terra dei velivoli. Il test è durato due ore, senza particolari problemi e servirà ad approfondire le indagini sugli incidenti avvenuti.
Il 28 febbraio 2013 Boeing comunica che continuerà ad usare le batterie della casa nipponica Yuasa ai polimeri di litio. Nessun passo indietro verrà fatto.
Il 13 luglio 2013, presso l'aeroporto di Heathrow un Boeing 787 Dreamliner della Ethiopian Airlines con marche ET-AOP, per ragioni non ancora accertate, ha subito dei danni a causa di un incendio localizzato nella parte posteriore dell'aeromobile. L'incidente non ha causato danni a persone: l'aereo era parcheggiato in un gate senza passeggeri né equipaggio.
Il 19 settembre 2013, a circa 800 km a ovest di Anchorage (Alaska/USA), un 787-8 della compagnia United Airlines, in volo da Denver a Tokyo è stato costretto ad un atterraggio di emergenza per un guasto ai flap. L'aereo si è quindi avvicinato all'Aeroporto Internazionale di Anchorage-Ted Stevens ed è atterrato a 351 km/h, superiore di circa 50 km/h a quella abituale, per l'impossibilità di regolare i flap nella configurazione di atterraggio.
Il 23 settembre 2013 Norwegian Air Shuttle, dopo averlo tolto dal servizio operativo, ha rispedito alla Boeing un esemplare di Boeing 787 con la richiesta di "riparare l'aereo dopo una serie ripetuta di rotture" (repair the plane after it suffered repeated breakdowns). Ha nel frattempo preso in leasing un velivolo Airbus A340 dalla HiFly. La Boeing ha subito replicato che sarebbe stata una questione di pochi giorni. Il portavoce della Norwegian Lasse Sandaker-Nielsen ha tuttavia dichiarato alla Reuters che "il livello di affidabilità di questo velivolo è semplicemente inaccettabile, i nostri passeggeri non tollerano questo tipo di prestazioni" (The aircraft's reliability is simply not acceptable, our passengers cannot live with this kind of performance).
 Il 16 giugno 2025 un Boeing 787-800 della compagnia Air India è dovuto rientrare all'aeroporto di Hong Kong a causa di "problemi tecnici".

### Incidenti
Il 7 gennaio 2013, all'aeroporto di Boston, un Boeing 787 Dreamliner della Japan Airlines, per cause sconosciute, ha avuto una perdita di carburante che ne ha impedito il decollo.
Il 15 gennaio 2013 un Boeing 787 Dreamliner della compagnia All Nippon Airways è stato costretto a un atterraggio di emergenza a Takamatsu, nel Giappone occidentale. La compagnia ha riferito che gli strumenti hanno segnalato al comandante la presenza di fumo in un compartimento contenente una batteria. L'evento non ha causato conseguenze alle 137 persone a bordo fra passeggeri e componenti dell'equipaggio.
Il 19 settembre 2013, a circa 800 km a ovest di Anchorage (Alaska/USA), un 787-8 della Compagna United Airlines, in volo da Denver a Tokyo è stato costretto ad un atterraggio di emergenza per un guasto ai flap. L'aereo si è quindi avvicinato all'aeroporto Internazionale di Anchorage-Ted Stevens ed è atterrato a 351 km/h, superiore di circa 50 km/h rispetto alla velocità abituale, per l'impossibilità di regolare i flap nella configurazione di atterraggio.
Il 10 agosto 2019, il 787-8 registrazione LY-LND appartenente alla compagnia Norwegian e diretto a Los Angeles, poco dopo il decollo da Roma Fiumicino avvenuto alle 16:27, subisce un'avaria ad uno dei due Rolls-Royce Trent-1000, ed è costretto a rientrare a Roma Fiumicino dove atterra sulla pista 16. Incolumi i 298 passeggeri e i 12 membri dell'equipaggio a bordo. Il guasto al motore ha comportato la caduta di detriti metallici, alcuni incandescenti, nell'area del Comune di Fiumicino, con danni fortunatamente limitati a case e auto in sosta.
Il 12 giugno 2025, un 787-8 con registrazione VT-ANB, operato sulla tratta Ahmedabad - Londra (Gatwick) da Air India (AI171), è precipitato pochi secondi dopo il decollo dall'Aeroporto Internazionale Sardar Vallabhbhai Patel causando la morte di 241 dei 242 occupanti del velivolo più ulteriori 33 vittime a terra. Si tratta del primo incidente con perdita del velivolo per la famiglia 787.
Dall'entrata in servizio al 10 agosto 2019, sono stati segnalati 195 tra inconvenienti e incidenti a carico di questo aeromobile della Boeing.

## Versioni

Confronto delle dimensioni del Boeing 787-8 (linea nera) con il Boeing 777-300 (grigio), il 767-300 (verde acqua) e il 737-800 (blu).

Nel 2004, al momento del lancio del programma, Boeing prevedeva di offrire quattro varianti passeggeri per il 787; al 2016 tre di queste sono state effettivamente realizzate o sono in via di sviluppo. Il 787-8 è stata la prima variante prodotta, per poi essere seguito nel 2014 dal 787-9, mentre il 787-10 sarà messo in linea in futuro. Un modello a corto raggio, il 787-3, era stato previsto, ma poi lo sviluppo è stato annullato. L'ICAO riconosce il 787-8 e 787-9 con le denominazioni "B788" e "B789", rispettivamente.

### 787-8

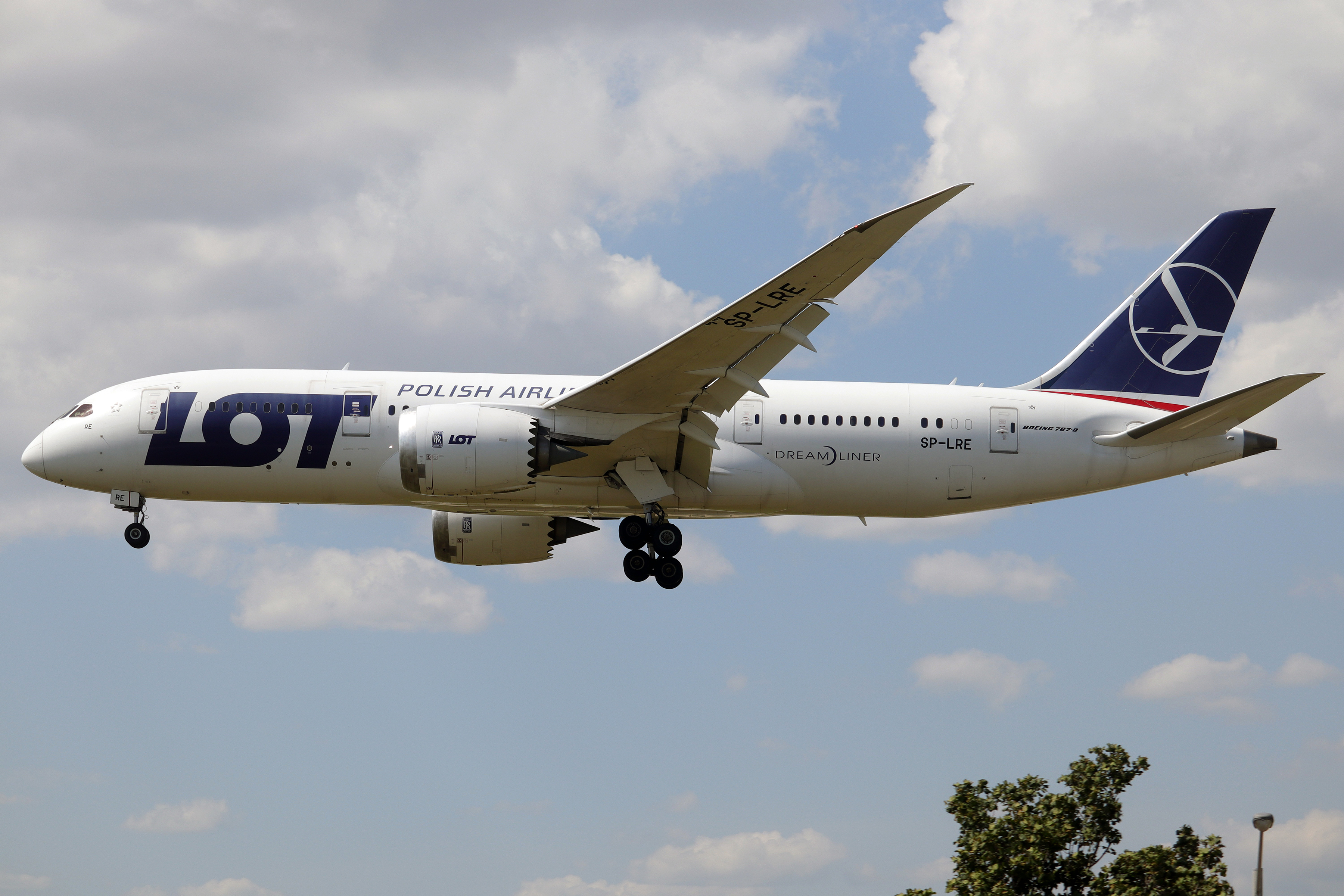
Un Boeing 787-8 della Lot Polish Airlines

Il 787-8 è il modello base della famiglia B787, con una lunghezza di 57 m, un'apertura alare di 60 m e un'autonomia compresa tra 14.200 e 15.200 km a seconda della configurazione dei posti. La configurazione standard del 787-8 è di 210 posti distribuiti su tre classi di viaggio (o 250 passeggeri in due classi). Questa variante è stata la prima della famiglia del B787 ad entrare in servizio nel 2011. Boeing ha l'obiettivo con il B787-8 di sostituire il B767-200ER e B767-300ER, così come l'espansione in nuovi mercati di voli non-stop, dove gli aerei più grandi non sarebbero economicamente sostenibili. Rispetto al totale di ordinazioni ricevute fino al 2019, la versione 8 rappresenta un terzo degli ordini del Boeing 787 Dreamliner. Il diretto concorrente della versione 8 sarebbe stato un modello equivalente della famiglia Airbus A350 XWB-800, che però non fu mai realizzato per la scarsa richiesta da parte delle compagnie e per evitare che sottraesse ordini ai nuovi modelli di Airbus A330neo, un altro competitore del B787-8 può essere considerata la variante -800 dell’Airbus A330neo, versione che non ha avuto tanto interesse con la conseguenza di pochi ordini dalle compagnie aeree e quindi non ha ricevuto un successo come quello del B787-8.

### 787-9

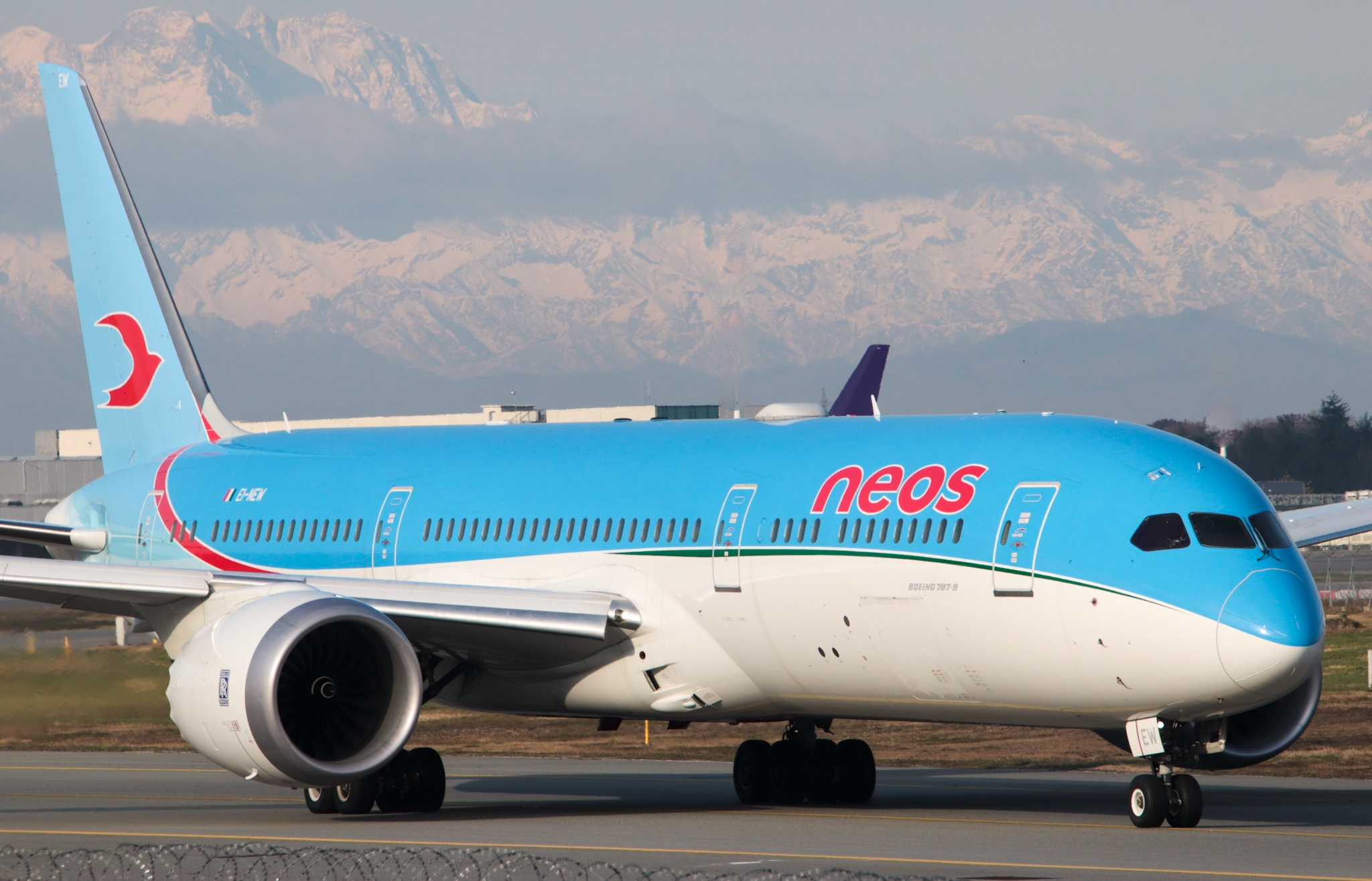
Un Boeing 787-9 della Neos Air

Il 787-9 è la prima variante del Boeing 787 Dreamliner con la fusoliera allungata; con una configurazione da 250/290 posti in tre/due classi ha un'autonomia tra 14.800 e 15.750 km. Questa variante differisce dal B787-8 per vari aspetti, tra cui il rafforzamento strutturale conseguente all'allungamento della fusoliera, una maggiore capacità di carburante, un maggiore massimo peso al decollo (MTOW), ma conserva la stessa apertura alare del B787-8. 
Sul totale di ordinazioni ricevute fino al 2019 la versione -9 rappresenta la metà degli ordini del 787 Dreamliner. Il primo esemplare di Boeing 787-9 è stato consegnato il 30 giugno 2014 alla compagnia Air New Zealand con marche ZK-NZE e serial number 36231
Con il B787-9, Boeing intende competere con la variante -900 dell’Airbus A350 e sostituire i propri B767-400ER. Come il B787-8, esso potrà aprire nuove rotte non-stop, trasportando più carico e meno passeggeri in modo più efficiente rispetto al B777-200ER o agli A340-300/500. Il suo diretto concorrente di casa Airbus è la variante -900 di Airbus A350 XWB, anche la variante -900 dell’Airbus A330neo è considerata, anche se ha meno raggio rispetto al 787-9.

### 787-10

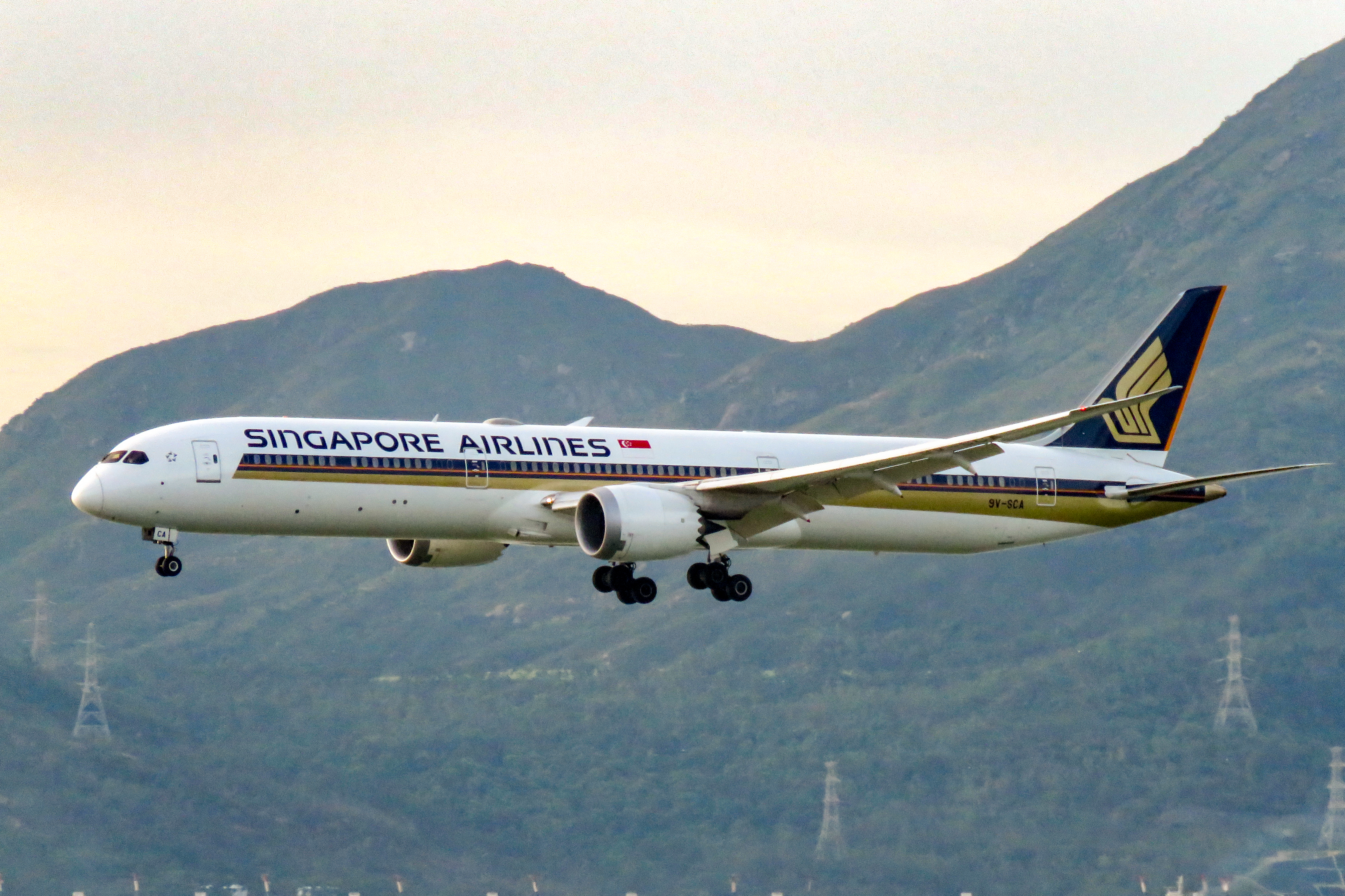
Un 787-10, la variante più grande del Dreamliner, della Singapore Airlines.

Il 18 giugno 2013 Boeing ha annunciato a Le Bourget, dove si è svolto il Paris Air Show 2013, il lancio della terza versione del Dreamliner, il 787-10. Gli impegni per 102 aerei da cinque clienti in tutta Europa, Asia e Nord America, in particolare GECAS 10 B787-10, Singapore Airlines 30 B787-10 (contratto già firmato), ALC 30 B787-10 più 3 B787-9, United Airlines 20 B787-10 (10 ordini convertiti da B-787-9 e 10 ordini nuovi con contratto già firmato), British Airways 12 B787-10, garantiscono una solida base per sostenere lo sviluppo e la produzione della nuova versione.
Il 30 maggio 2013, Singapore Airlines divenne il cliente di lancio del modello, affermando che avrebbe ordinato 30 esemplari di 787-10 da consegnarsi tra il 2018 e il 2019. Il 18 giugno 2013, Boeing ha lanciato ufficialmente il 787-10 al Paris Air Show, con ordini e impegni per 102 aerei da parte di Air Lease Corporation (30), Singapore Airlines (30), United Airlines (20), British Airways (12) e GE Capital Aviation Services (10).
Il 787-10 è lungo 68,3 metri, può trasportare 330 passeggeri in una configurazione a due classi e può volare per 11.910 chilometri. Il 10 è inoltre pensato per competere con l'A350-900 e di offrire vantaggi economici rispetto all'Airbus su rotte più brevi.
Il raggio d’azione del 787-10 infatti, nonostante sia 3000 km inferiore a quello dell’A350-900, consente comunque di coprire il 90% delle rotte percorse da aerei widebody rendendo tale modello un’alternativa sia all’A350-900, in quanto ottimizza maggiormente il consumo di carburante per gran parte delle rotte, sia a modelli più vecchi come il Boeing 777-200ER e gli Airbus A330 e A340., in quanto offre la medesima capacità ma con una riduzione dei costi dal 20% al 40%. Boeing ha completato la progettazione dettagliata del 10 il 2 dicembre 2015 ed ha iniziato il montaggio nel 2016. Il roll-out del primo prototipo (immatricolato N528ZC) è avvenuto allo stabilimento di Charleston SC il 17 febbraio 2017. La prima consegna è prevista nel 2018.

### Altre varianti

#### 787-3
Versione cancellata il 13 dicembre 2010, ancora prima di partire, il 787-3 doveva essere una variante da 290/330 posti (in tre/due classi) di corto-raggio del Boeing 787 Dreamliner destinata ai voli ad alta densità, con un'autonomia tra 4.650 e 5.650 km a pieno carico. Era stato progettato per sostituire l'Airbus A300/A310 e il B757-300/B767-200 su rotte regionali tra aeroporti con spazi tra i gate limitati.
Doveva usare la stessa fusoliera del B787-8, anche se con alcune zone della fusoliera rafforzate per resistere a cicli più elevati. L'ala era derivata da quella del B787-8, con Blended Winglets inglobate, in sostituzione delle Raked Wingtips. La modifica implicava la riduzione dell'apertura alare di circa 7,6 m, consentendo al B787-3 di adattarsi meglio ai piccoli gates riservati ai voli interni, in particolare in Giappone. Il B787-3 era stato ordinato in un totale di 43 esemplari dalla All Nippon Airways (30) e dalla Japan Airlines (13); in seguito (maggio 2009) la JAL ha cancellato il suo ordine in favore del B787-8 e la ANA ha ridotto il suo ordine a 28 aerei trasferendo l'ordine ad altri 2 B787-8; nel dicembre 2009 la ANA ha cancellato l'ordine di 28 aerei in favore di altrettanti B787-8.
Data la mancanza di ordini da parte di compagnie aeree per il B787-3, il 13 dicembre 2010 la Boeing ha deciso di cancellare il progetto. Il B787-3 non avrebbe avuto un diretto concorrente sviluppato dall'Airbus.

#### Ulteriori proposte
Anche se non vi è ancora nessuna data precisa, Boeing prevede di produrre, possibilmente entro il 2023, una versione cargo del Boeing 787 Dreamliner. Boeing ha considerato anche una variante del Boeing 787 Dreamliner da proporre come sostituto per il B747 presidenziale (VC-25); tuttavia ciò sarebbe stato improbabile in quanto la United States Air Force utilizza tradizionalmente per questo scopo modelli di aereo con diversi anni di servizio.

## Dati tecnici
| Dati                                    | 787-8                     | 787-9                     | 787-10                    |
| --------------------------------------- | ------------------------- | ------------------------- | ------------------------- |
| Codice ICAO                             | B788                      | B789                      | B78X                      |
| Codice IATA                             | 788                       | 789                       | 781                       |
| Equipaggio in cabina di pilotaggio      | 2 piloti                  | 2 piloti                  | 2 piloti                  |
| Capacità massima passeggeri             | 381                       | 420                       | 440                       |
| Lunghezza totale                        | 56,72 m                   | 62,81 m                   | 68,30 m                   |
| Diametro cabina                         | 5,49 m                    | 5,49 m                    | 5,49 m                    |
| Diametro fusoliera                      | 5,77 m                    | 5,77 m                    | 5,77 m                    |
| Larghezza piano orizzontale             | 19,81 m                   | 19,81 m                   | 19,81 m                   |
| Apertura alare                          | 60,12 m                   | 60,12 m                   | 60,12 m                   |
| Superficie alare                        | 377,0 m²                  | 377,0 m²                  | 377,0 m²                  |
| Freccia alare                           | 32,2°                     | 32,2°                     | 32,2°                     |
| Altezza fusoliera                       | 8,03 m                    | 7,42 m                    | 8,15 m                    |
| Altezza totale                          | 16,92 m                   | 17,09 m                   | 17,02 m                   |
| Passo                                   | 22,78 m                   | 25,83 m                   | 28,88 m                   |
| Peso operativo a vuoto (OEW)            | 119 950 kg                | 128 850 kg                | 135 500 kg                |
| Peso massimo senza carburante (MZFW)    | 161 025 kg                | 181 436 kg                | 192 776 kg                |
| Peso massimo durante il rullaggio (MTW) | 228 383 kg                | 254 692 kg                | 254 692 kg                |
| Peso massimo al decollo (MTOW)          | 227 930 kg                | 254 011 kg                | 254 011 kg                |
| Peso massimo all'atterraggio (MLW)      | 172 365 kg                | 192 776 kg                | 201 848 kg                |
| Carico utile massimo                    | 43 318 kg                 | 52 587 kg                 | 57 277 kg                 |
| Capacità cargo                          | 136,7 m³                  | 172,4 m³                  | 190,3 m³                  |
| Capacità massima carburante             | 126 206 L                 | 126 429 L                 | 126 429 L                 |
| Velocità di crociera                    | 0,85 Mach (1 049,58 km/h) | 0,85 Mach (1 049,58 km/h) | 0,85 Mach (1 049,58 km/h) |
| Velocità massima                        | 0,90 Mach (1 111,32 km/h) | 0,90 Mach (1 111,32 km/h) | 0,90 Mach (1 111,32 km/h) |
| Autonomia                               | 7 355 nmi 13 620 km       | 7 635 nmi 14 140 km       | 6 430 nmi 11 910 km       |
| Quota di tangenza                       | 43 000 ft (13 106 m)      | 43 000 ft (13 106 m)      | 43 000 ft (13 106 m)      |
| Motori (x2)                             | GEnx-1B RR Trent 1000     | GEnx-1B RR Trent 1000     | GEnx-1B RR Trent 1000     |
| Spinta (x2)                             | 298-322 kN 284-331 kN     | 309-348 kN 308-348 kN     | 348-350 kN 346-348 kN     |

## Utilizzatori
Al gennaio 2024, dei 1 111 esemplari consegnati, 1 094 sono operativi.

### Civili
Gli utilizzatori principali sono:
- All Nippon Airways (80 esemplari)
- United Airlines (71 esemplari)
- American Airlines (59 esemplari)
- Qatar Airways (47 esemplari)
- Japan Airlines (45 esemplari)
- Etihad Airways (40 esemplari)
- Air Canada (38 esemplari)
- Hainan Airlines (38 esemplari)
- British Airways (37 esemplari)
- LATAM Airlines Chile (35 esemplari)
- Ethiopian Airlines (29 esemplari)
- Air India (27 esemplari)
- China Southern Airlines (27 esemplari)
- Air Europa (26 esemplari)
- KLM (23 esemplari)
- Singapore Airlines (22 esemplari)
- Turkish Airlines (22 esemplari)
- Saudi Arabian Airlines (21 esemplari)
- Scoot (21 esemplari)
- Aeroméxico (20 esemplari)
- Virgin Atlantic Airways (17 esemplari)
- NeosAir  (6 Esemplari)
- El Al (16 esemplari)
- EVA Air (15 esemplari)
- LOT Polish Airlines (15 esemplari)

### Governativi e militari
Gli utilizzatori sono:
- Presidential Flight (4 esemplari)
- Governo dell'Arabia Saudita (2 esemplari)
- Governo del Brunei (1 esemplare)
- Governo del Tagikistan (1 esemplare)
- Governo dell'Uzbekistan (1 esemplare)